# Trail (course à pied)
Pour les articles homonymes, voir Trail.
Ne doit pas être confondu avec Cross-country ou Raid nature.

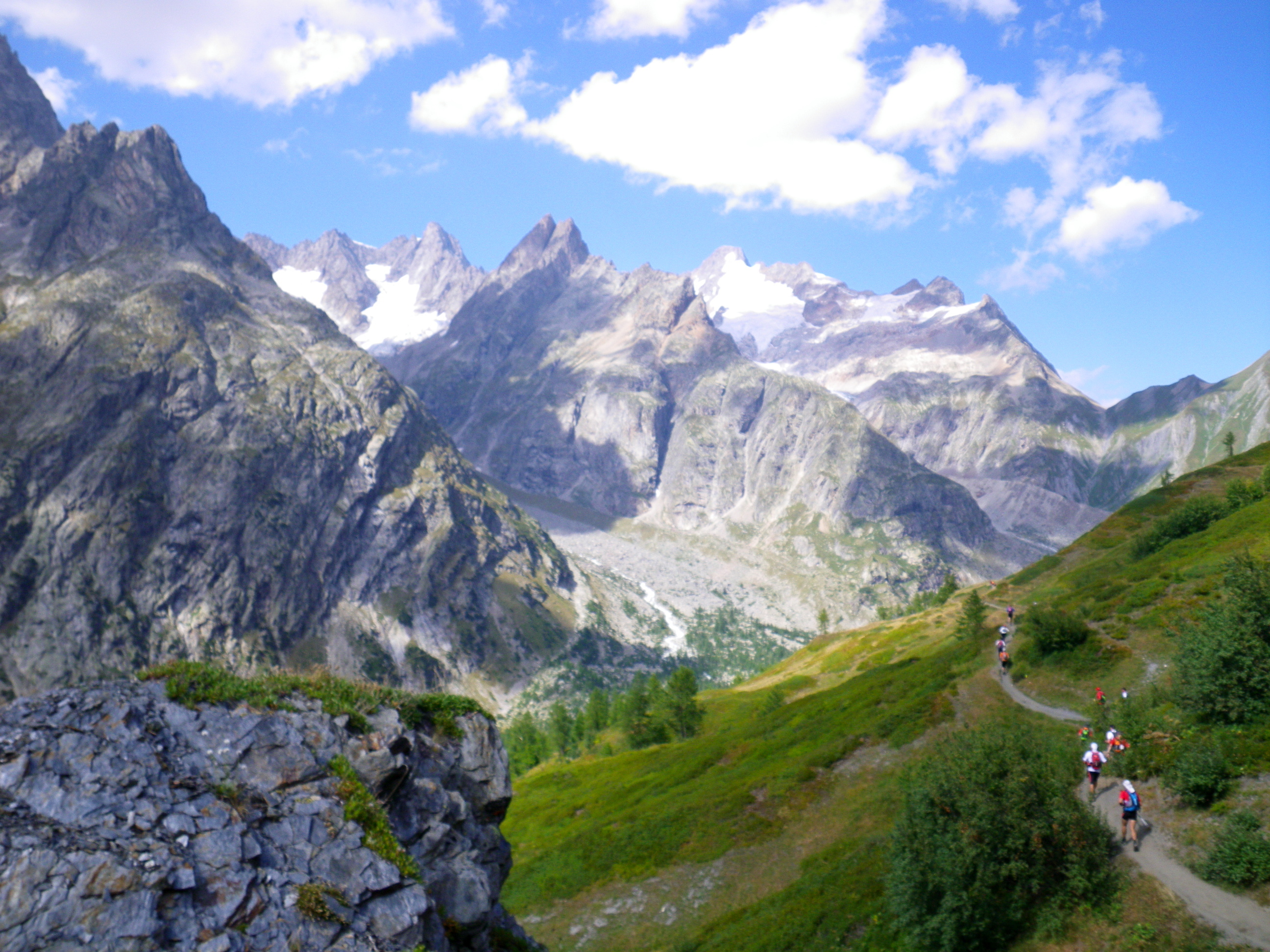
Coureurs de l'Ultra-Trail du Mont-Blanc-CCC 2009 sur les sentiers du mont Blanc.

Le trail, la course nature ou plus rarement la course en sentier, est un sport de course à pied, en milieu naturel, généralement sur des chemins de terre et des sentiers de randonnée en plaine, en forêt ou en montagne. Trail est l'abréviation, propre aux francophones, de l'anglais trail running.
Au début des années 2010, le trail rencontre un succès grandissant en Amérique du Nord, en Europe et au Japon. Aux États-Unis, le nombre de coureurs de trail est passé de 4,5 à 6 millions entre 2006 et 2012. En Europe, les pratiquants seraient huit millions. Les données statistiques publiées par l’International Trail Running Association (ITRA) en 2020 illustrent et confirment le phénomène de « massification de la pratique du trail ». Ainsi de 2013 à 2019, l’ITRA a enregistré 25 700 courses dans 195 pays ou régions autonomes différentes à travers le monde pour plus 1,77 million de pratiquants, dont 77 % étaient des hommes et 23 % des femmes (ITRA, 2020b). Aujourd'hui, le trail-running continue de se développer mondialement et est devenu l'un des sports qui connaît la plus forte croissance au monde.

## Terminologie

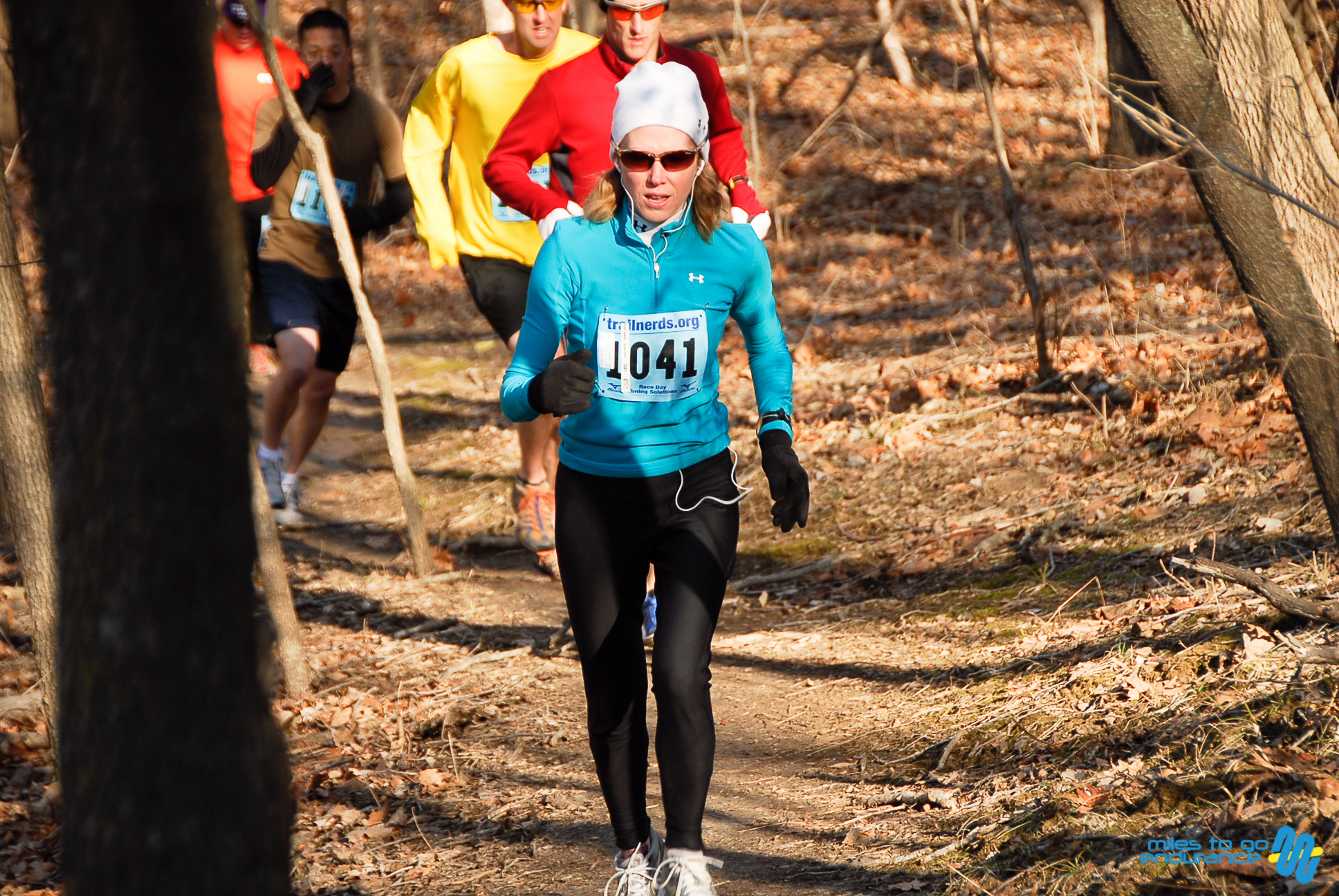
Une traileuse engagée sur la Mrs. Robinson's Romp 5-10k (Kansas City, États-Unis).

Trail est le terme le plus courant en France, notamment dans le jargon des médias spécialisés, pour désigner globalement le sport de la course à pied en pleine nature. Ce terme est un anglicisme formé par la réduction à son premier élément de l'expression américaine « trail running », qui signifie littéralement « course à pied sur sentier » et qui désigne dans les pays anglophones la même pratique,.
L'étymologie anglaise du mot trail remonte à l'ancien français "trailler", qui signifie "traîner" ou "tirer". Ce verbe est lui-même dérivé du latin "tragula", qui signifie "petit harnais" ou "laisse". Au fil du temps, le sens du mot a évolué pour désigner une trace ou une piste laissée par quelque chose ou quelqu'un.
Un trail désigne aussi un événement (compétition) de ce sport, avec une définition et des règles variables selon les organisations sportives. Dans le langage courant, « courir un trail », désigne généralement le fait de participer à une épreuve chronométrée, alors que « pratiquer le trail » fait référence au sport trail en général. Le pratiquant se nomme athlète, coureur ou traileur (au féminin, traileuse).
D'autres expressions françaises désignent parfois globalement ce sport ou loisir : notamment « course nature », souvent utilisée par les médias généralistes pour expliquer le trail auprès du grand public ; la « course en sentier » utilisée au Canada ; ou plus rarement la « course de pleine nature » recommandée par la commission française de terminologie ou anciennement « course tout-terrain ».
Quand le terrain est montagneux, les médias et pratiquants désignent très souvent ce sport par « course en montagne » (à distinguer de la course en montagne qui désigne aussi une sortie d'alpinisme). Une course en montagne est aussi un type de compétition distincte et réglementée, pouvant inclure des courses sur route (à l'inverse du trail) et un parcours comportant toujours un important dénivelé cumulé (côtes à monter ou descendre). Quand une compétition de trail est très longue (au moins 80 km), elle est généralement désignée comme un ultra-trail.

### Pratiques distinctes
Le trail se singularise, par ses spécificités, du cross-country, lequel se court également sur un terrain naturel. Les épreuves de cross-country sont courtes (trois à douze kilomètres) et le terrain balisé est large (au moins 6 mètres) afin de favoriser les stratégies d'équipe et faciliter les dépassements. Les épreuves de cross-country sont fortement réglementées (par des fédérations nationales) pour le choix du parcours, les risques et les obstacles autorisés, la distance et les critères de compétition. À l'inverse, l'organisation de compétitions de trail est libre (parcours, inscriptions, règles) et les distances dépassent généralement dix kilomètres et peuvent dépasser cent kilomètres pour certains trails d'ultra-endurance.
Le trail diffère également du raid nature ; le parcours d'un raid peut être réalisé en plusieurs étapes (nuits de repos), nécessiter une gestion autonome du bivouac et comprend souvent une liberté de parcours ou une difficulté d'orientation. À l'inverse, dans une compétition de trail, le parcours est toujours réalisé sans étapes (pas d'arrêt du chronomètre), avec quelques points de ravitaillements ou repos mis en place par les organisateurs, sur un parcours balisé obligatoire. De même, le trail est différent de la course d'orientation, laquelle utilise des balises . Si un trail peut être couru sur la neige (voir trail blanc), il se différencie toutefois de la course en raquette. Le trail se distingue aussi de la course à obstacles, basée sur l'aménagement et le franchissement d'obstacles artificiels.

## Histoire
En tant que pratique sportive à part entière, le trail n'est codifié que depuis le milieu des années 1990, mais des compétitions de course à pied se déroulant en montagne ou dans le désert existent depuis des décennies. Le trail reste considéré comme « la troisième évolution de la course à pied après le jogging dans les années 1970-80 et le marathon et son culte de la performance dans les années 1980-2000. »

### Courses britanniques en montagne

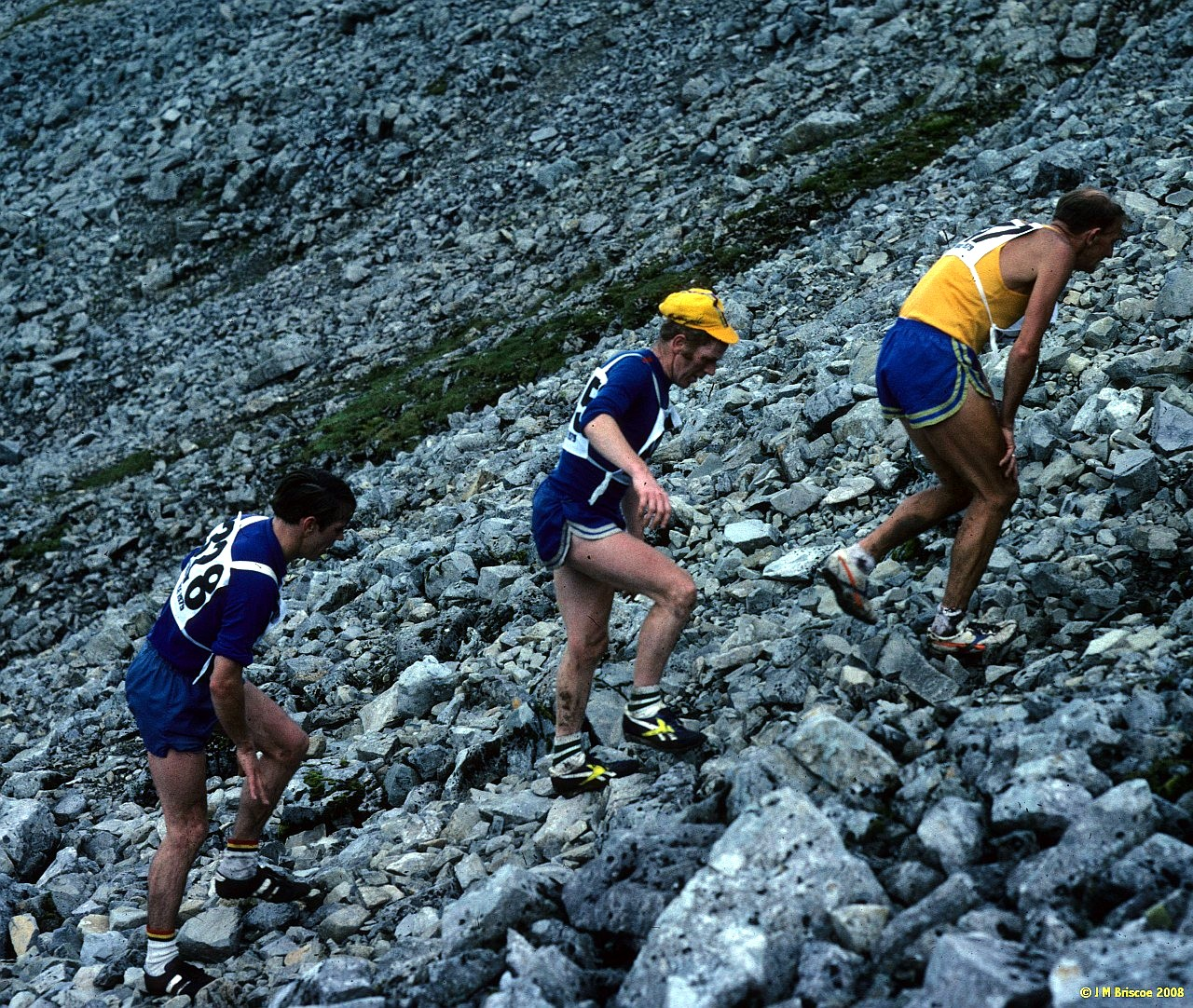
Course du Ben Nevis (Écosse) en 1979.

L'origine du trail est parfois rattachée à la tradition des courses en montagne organisées depuis plusieurs siècles dans les Îles Britanniques. La première course de montagne connue aurait été organisée par le roi Malcolm III d'Écosse au XIe siècle, avec l'ascension de la colline Craig Choinnich afin de recruter un messager royal.
À partir du XIXe siècle, de nombreuses courses sur les collines et montagnes des îles britanniques sont rapportées dans les documents historiques : en Irlande, en Écosse, en Angleterre, etc. Des défis entre villageois ou entre professionnels de la montagne (bergers, guides). Ces courses, souvent organisées lors de fêtes locales, perdurent avec l'émergence du sport moderne et la course en montagne (ou fell running « course de colline ») devient un sport à part entière. Au fil des années, des structures se créent (à l'exemple de la Fell Running Association anglaise en 1970) pour fédérer les coureurs amateurs et leurs clubs. À partir de cette époque, les courses de collines ou montagnes deviennent de plus en plus nombreuses.

### Ultra-marathons en pleine nature

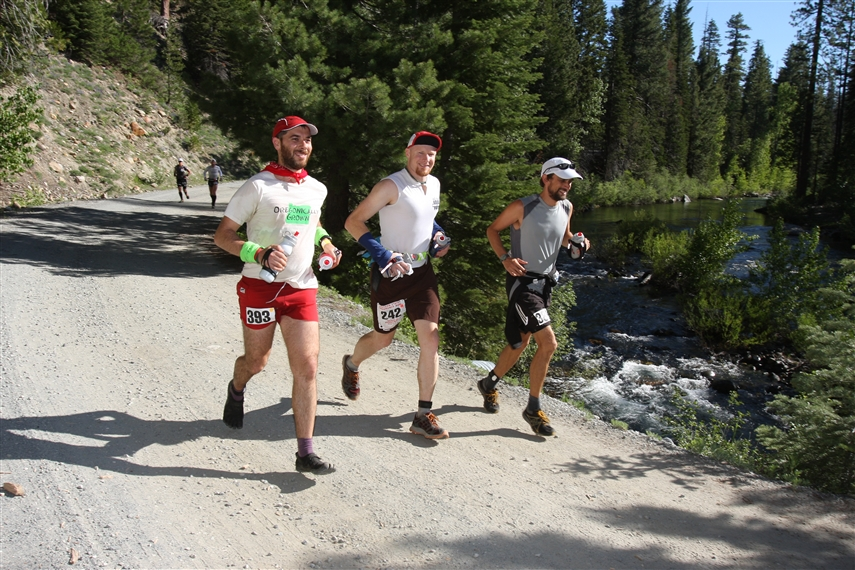
Coureurs de la WS100 en 2010.

À partir des années 1970, la course hors-stade (hors des pistes et clubs d'athlétisme) attire de plus en plus de pratiquants à travers le monde. Les courses sur route se multiplient dans les villes et le loisir du jogging ou running devient un phénomène de société dans les pays anglo-saxons, encourageant l'entrainement sur longue distance, dans les parcs et en pleine nature. Les ultra-marathons (distance supérieure à 42 km) se multiplient aux États-Unis, certains se courant sur les chemins de parcs naturels. En Europe naissent les premières courses en montagne à l'exemple de la célèbre Sierre-Zinal (1974) en Suisse.
L'un des premiers événements marquants est probablement l'exploit de Gordy Ainsleigh qui boucle en 1977 les 100 milles (160 km) de la Western States Endurance Run (WS100), course d'ultra endurance américaine désormais célèbre. En 1986, est organisé au Maroc le premier Marathon des Sables sur une distance d'environ 240 km, avec seulement 23 coureurs. Ils étaient plus de 1 000 à prendre le départ en 2013 pour cette course devenue célèbre.
Historiquement, c'est la Fédération britannique d'athlétisme qui a défini pour la première fois en 1995 les compétitions de « trail running » : toutes courses sur des sentiers pédestres ou des chemins ouverts au public mais interdits aux véhicules motorisés. Un an plus tard, des coureurs du Colorado créent l'American trail running association (ATRA) aux États-Unis. 1995 est aussi l'année de la création du premier trail en France, par Odile Baudrier et Gilles Bertrand, rédacteurs en chef du mensuel d'athlétisme VO2 Mag : la Grande Course des Templiers, tracée sur des sentiers muletiers reliant des villages en hauteur de la vallée de la Dourbie, 65 kilomètres et 1 600 m de dénivelé, avec les 25 premiers kilomètres en autosuffisance,.

### Démocratisation du trail
Au cours des dix années suivantes, de nombreuses épreuves toujours plus longues et plus difficiles voient le jour jusqu'à ce que les organisateurs décident, dans le courant des années 2000 de proposer des distances alternatives lors des grandes épreuves. Profitant de l'engouement pour les sports de pleine nature et le running, le succès est immédiat et entraîne une démocratisation du trail. Désormais, la plupart des épreuves se déclinent en plusieurs versions allant parfois de la course enfants de quelques centaines de mètres à l'ultra endurance, afin de toucher toujours plus de monde. Ainsi par exemple, les courses des Templiers comptent une quinzaine d'épreuve différentes au delà du parcours long. Les critères de distance, dénivelé et difficulté du relief permettent d'établir une hiérarchie d'épreuves au sein d'une même compétition.

## Présentation

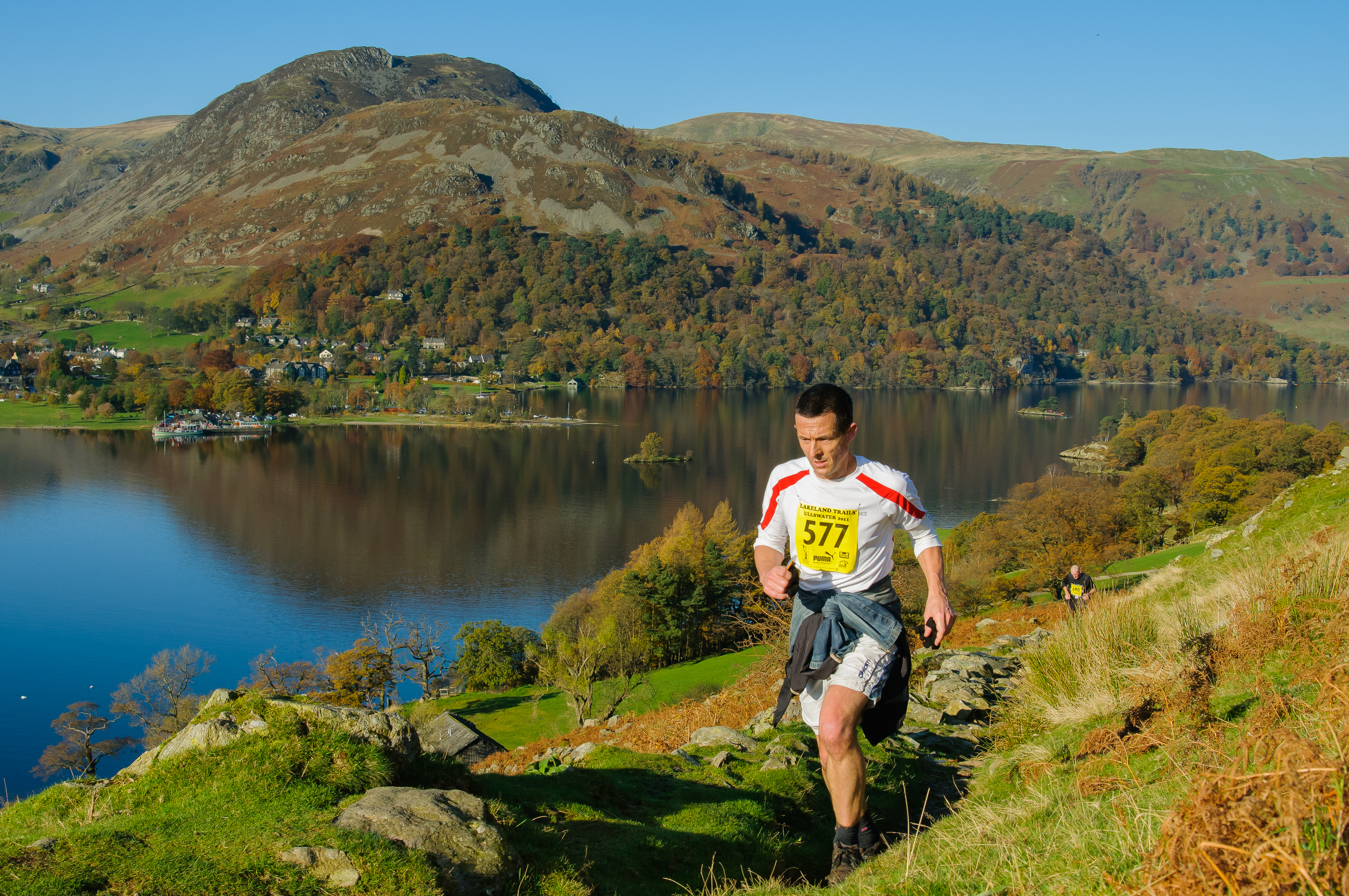
Ullswater Trail Race 2011.

Le trail se définit principalement par son terrain naturel de pratique, par opposition à la course sur piste d'athlétisme ou sur route. Ce terrain peut être constitué d'herbe, boue, rochers et éboulis, sable et gravier, neige et d'obstacles naturels tels que des troncs d'arbres, des racines ou des cours d'eau. Selon les définitions variables du trail, le terrain de pratique peut inclure des voies pavées interdites à la circulation motorisée, des parcours dans les espaces verts urbains, les chemins forestiers et pistes de protection contre les incendies, les sentiers balisés de randonnée, jusqu'aux sentes de passage des animaux sauvages.
Contrairement aux courses sur route, en trail, la distance à parcourir n'est qu'une des trois données importantes qui définissent le parcours. Les deux autres données fondamentales sont le dénivelé (le cumul de toutes les ascensions qui permet de donner le dénivelé positif total, appelé généralement le D+) et la technicité des chemins (difficultés d'approche, irrégularité et déclinaison des pentes, état des sols, présences de cailloux, etc.).
Il n'existe pas de consensus mais il est estimé généralement que 100 mètres de D+ équivalent en fatigue à 1 km de plus couru sur du plat. Par exemple, un trail de 17 km avec 400 m de dénivelé positif demandera un effort équivalent à un semi-marathon (21 km). C'est important quand il s'agit d'estimer le temps que l'on va mettre à boucler la distance totale (prévoir son allure, calculer ses besoins en eau et en nourriture ou déterminer la durée de ses sorties longues préparatoires).
Les trails peuvent être pratiqués tout au long de l'année, quelles que soient les conditions météorologiques (neige, pluie, chaleur extrême) et sur des amplitudes horaires très variées. Il n'existe aucune règle concernant les heures de départ puisque certaines courses ont lieu de jour, d'autres de nuit ou bien, pour les plus longues sur plusieurs jours et/ou nuits. En trail, la notion de proximité avec la nature est importante. Le respect absolu de l'environnement est souvent mis en avant et les organisateurs de courses font le plus souvent en sorte que le passage des coureurs ait un impact réduit sur la nature (zone de propreté proche des ravitaillements voire pas de ravitaillement du tout). En effet, selon les courses, l'organisation peut prévoir des arrêts ravitaillements en cours de parcours mais de plus en plus d'épreuves sont organisées en semi-suffisance (ravitaillements éloignés de plusieurs dizaines de kilomètres les uns des autres) ou en auto-suffisance (ravitaillement à l'arrivée uniquement). Le parcours est souvent sécurisé par du personnel, le plus souvent des bénévoles, placés aux endroits potentiellement dangereux ou aux traversées de routes. Les organisateurs et les coureurs mettent également souvent en avant la convivialité de la discipline et sa mixité, les sportifs amateurs côtoyant les sportifs professionnels.
Lors de compétitions de trail, les distances annoncées sont souvent approximatives. Il n'est pas rare que le parcours fasse quelques mètres voire quelques kilomètres de plus ou de moins que ce qui est annoncé. D'une année sur l'autre, une même épreuve peut également avoir un tracé légèrement différent. Le temps réalisé par un coureur sur un trail n'a donc pas la même importance que sur une course plate sur bitume, d'autant que le dénivelé influe directement sur le temps total. C'est donc plus généralement son positionnement dans le classement d'arrivée et l'écart avec les premiers qui permet de déterminer la performance, le chronomètre n'étant qu'une donnée indicative.
La notion de finisseur (finisher), ou arrivant, a également une grande importance. Ce terme désigne les personnes qui ont passé la ligne d'arrivée avant la fin du temps imparti. Être finisseur de certaines courses peut notamment rapporter des points permettant de s'inscrire à des courses prestigieuses en particulier d'Ultra-Trail. D'ailleurs au départ d'un Ultra-Trail, l'ensemble des participants est composé d'une centaine de coureurs aguerris surveillant le chronomètre et leur classement final, mais surtout de coureurs réguliers dont le seul but est d'être finisseur.
Enfin, les récompenses aux vainqueurs et aux finisseurs (le plus souvent des gadgets, des tee-shirt ou des médailles souvenir) sont sans commune mesure avec les primes que touchent les vainqueurs des courses sur routes célèbres tels que les marathons des grandes capitales (New-York, Londres, Paris, Berlin, ou Rome par exemple).
La discipline du trail, en amateur ou en compétition, connaît un engouement certain, au détriment du traditionnel footing, mais également parfois des épreuves classiques sur route dont l'organisation doit faire face à des exigences en matière de sécurité des personnes dans le cadre de la lutte contre le terrorisme d'une part ou, d'autre part, le long des axes routiers qu'il convient parfois de fermer pour garantir le bon déroulement des épreuves. Si le village-départ d'une épreuve sur route dans une agglomération nécessite la mobilisation de forces de l'ordre, il n'en est pas de même, ou dans une moindre mesure, lorsqu'il s'agit d'une épreuve de trail qui, par définition, se déroule en très grande partie en milieu naturel (collines, montagne, forêt). Cet aspect du trail semble par ailleurs plus à même de rassurer les participants qui échappent ainsi, l'instant d'une course, aux vicissitudes de la vie moderne. D'ailleurs, nombre de coureurs sur pistes ou route considèrent le trail comme « l'élargissement naturel » de leur activité et basculent vers ce type de sport.

## Terrains de pratique

### Trail de montagne
La montagne, et surtout la moyenne montagne, semblent le terrain de prédilection de la majorité des pratiquants. C'est aussi le terrain des compétitions les plus renommées et médiatisées : l'UTMB ou le MMB dans le massif du Mont-Blanc, la WS100 dans la chaîne de la Sierra Nevada (USA), l'UTMF sur le mont Fuji (Japon), le Grand Raid sur les Hauts et le massif du Piton de la Fournaise (La Réunion)...
Le terrain de montagne implique d'importants dénivelés cumulés pour l'ensemble d'une course. Mais le relief montagnard implique aussi des montées et descentes continues, particulièrement exigeantes physiquement. Les sentiers pédestres sont généralement éloignés des routes et zones urbaines, renforçant les exigences d'autonomie du coureur (eau, ravitaillement, sécurité) et compliquant les possibilités de repli ou l'organisation des secours. Les conditions météorologiques (température, pluie, vent) peuvent varier rapidement en montagne, selon l'altitude, le versant ou l'exposition aux vents, obligeant le coureur à adapter sa tenue vestimentaire durant la course.
Les sentiers de montagne proposent également une grande variété de difficultés techniques : pentes herbeuses, sentiers terreux, éboulis et pierriers, zones rocheuses pouvant nécessiter des passages d'escalade faciles, passages exposés ou vertigineux, jusqu'au terrain isolé de haute montagne avec la traversée de névés et cols enneigés.

### Trail en campagne et sur le littoral
La campagne et le littoral sont les autres lieux privilégiés de pratique après la montagne. D'après une étude française, c'est le terrain privilégié par un tiers des pratiquants.
L'une des particularités du littoral français est de proposer, sur la quasi-totalité de son tracé, des chemins aménagés et entretenus permettant de courir sans grand risque dans des paysages souvent somptueux (bord de plage, calanques, flanc de falaises, dunes...). Ces chemins, souvent appelés chemins des douaniers, sont plutôt prévus pour les promeneurs mais de plus en plus de coureurs se les approprient et des compétitions voient régulièrement le jour sur ces chemins. On peut citer notamment le trail des falaises à Bonifacio, la Barjo qui permet de rejoindre la Hague dans le Nord-Cotentin ou encore le Trail du Pays de Caux qui se court en partie le long des falaises d'Étretat pour ne citer que ces quelques exemples.

### Trail blanc

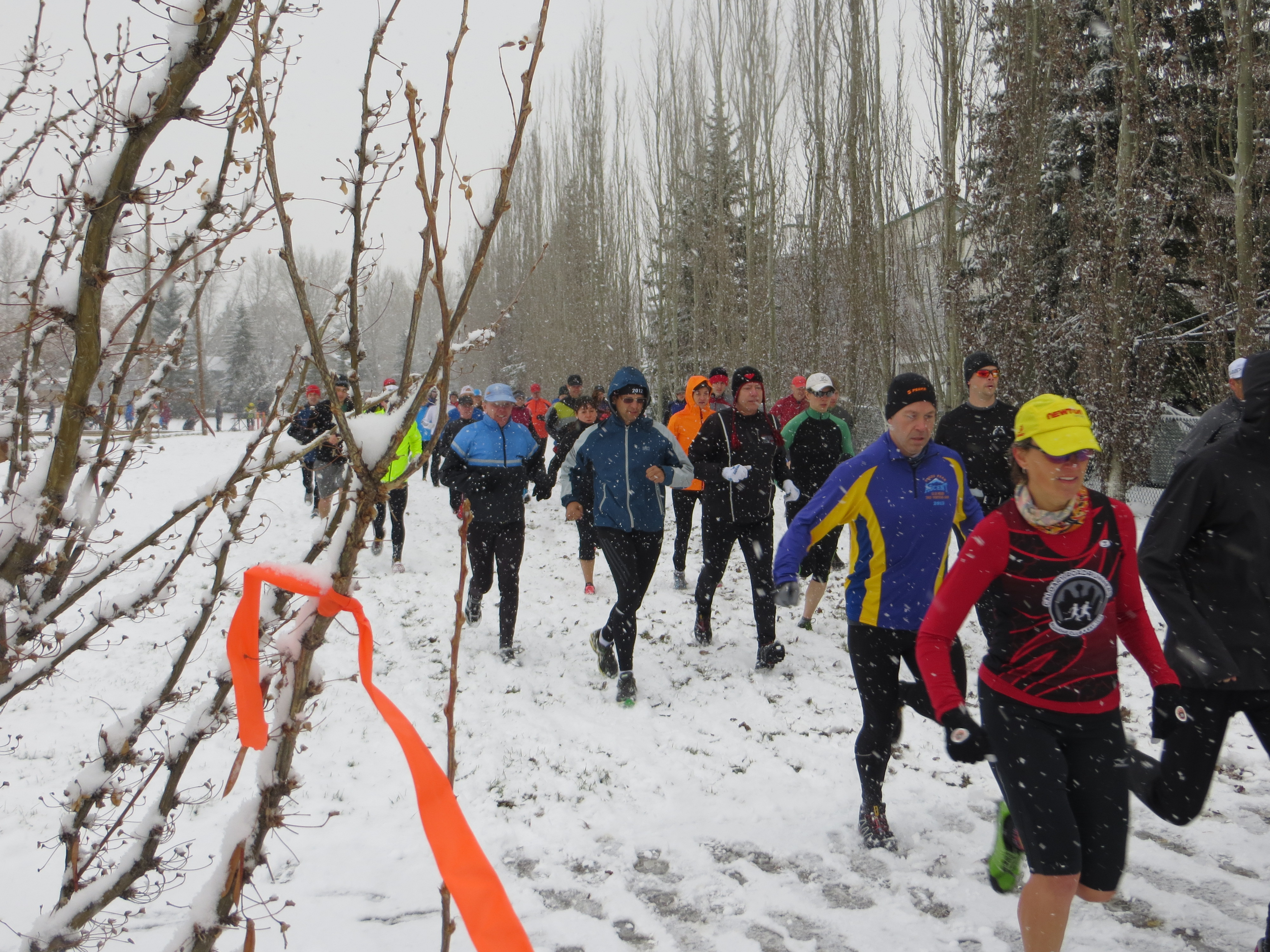
Epreuve de cross-country dans la neige à Okotoks près de Calgary.

Le terme « trail blanc » est généralement utilisé pour designer un trail de montagne se courant essentiellement ou exclusivement dans la neige. Les termes « trail hivernal » ou « snow trail » sont également employés pour désigner ce type de course. Certains trails de montagne à très forts dénivelés emmènent les coureurs vers des sommets enneigées, y compris en plein été, mais ce n'est pas de ce type de course dont il s'agit. Les trails blancs sont des trails qui ont lieu l'hiver, le plus souvent dans des stations de sport d'hiver et qui consistent à courir sur des pistes de ski, de ski de fond, de raquette ou hors piste, mais dans la neige, damée ou pas. Outre le dénivelé, toujours présent en montagne, les coureurs doivent composer avec le froid et les spécificités du terrain qui peut être très changeant, les appuis étant très différents selon la dureté de la neige,.
En France, les premiers trails blancs sont apparus au début des années 2000 avec notamment le trail blanc New Balance de Serre Chevalier. Il est désormais possible de courir des trails blancs de toutes distances et dans tous les massifs montagneux.

### Trail de désert

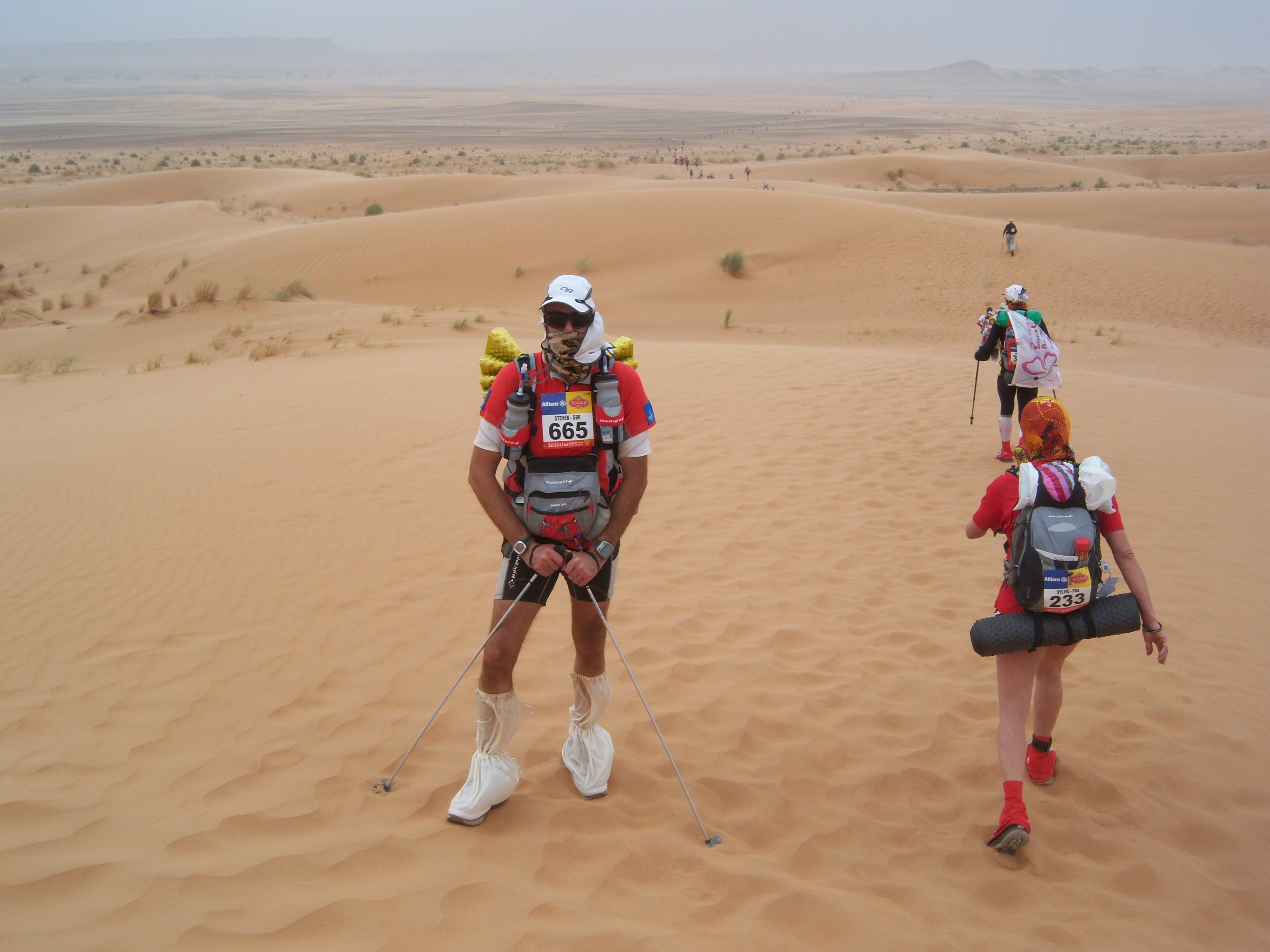
Marathon des Sables 2009.

Les trails se déroulant dans des déserts sont assez rares car ils nécessitent une logistique importante et représentent un coût élevé pour les coureurs. Le Marathon des Sables (MDS) est un trail de désert emblématique ayant lieu au Maroc en cumulant trois difficultés majeures en plus de sa distance :
- le sable, élément instable et surtout agressif car en s'infiltrant partout il abîme la peau et en particulier les pieds déjà soumis à de nombreuses contraintes mécaniques ou les muqueuses lorsqu'il est soulevé par le vent ;
- la chaleur, pouvant être accablante et contre laquelle il n'existe aucun moyen de s'abriter ;
- l'absence de repère d'orientation.

D'autres courses plus confidentielles, souvent organisées par des voyagistes occidentaux, réunissent quelques dizaines de coureurs sans parvenir à gagner une notoriété comparable, comme l'organisation de trails dans les déserts de Gobi, d'Atacama ou encore du Sahara.

### Trail urbain
Depuis quelques années, un nouveau concept de course émerge, le trail urbain. En France, le premier trail urbain, le Lyon Urban Trail, se déroule dans la ville de Lyon en 2008. Les deux termes sont pourtant, par définition, contradictoires mais le principe consiste à faire passer les coureurs par les lieux les plus pittoresques, privilégiant le dénivelé et les passages étroits ou difficiles. Les premières éditions de l'Éco-Trail de Paris finissaient d'ailleurs par l'ascension des escaliers de la tour Eiffel, même si cette course, traversant une majorité de sentiers et de forêts domaniales avant d'arriver à la capitale, n'est pas à proprement parler un trail urbain.

### Trail nocturne
Parallèlement à la multiplicité grandissante des lieux de course de trail, un phénomène est apparu : le trail nocturne,. Ce n'est pas tant le lieu qui importe mais le moment choisi, la nuit ou le soir en hiver. Le trail nocturne est devenue une discipline à part entière pour les nouvelles sensations qu'il procure. De nombreux clubs se sont mis à créer des trails nocturnes afin de répondre à une demande croissante : ils sont recherchés pour ce moment spécial qu'est la course à pied de nuit,,.

### Kilomètre vertical
Le kilomètre vertical (KV) est une forme de trail dont la finalité est de parcourir le plus rapidement possible une dénivelée de mille mètres sur pente forte pour atteindre un col, un sommet, etc. Elle se déroule en milieu intégralement naturel mais peut également utiliser certaines infrastructures (escaliers, ouvrages divers) pour en accroître la difficulté ou l'originalité. L'équipement de l'amateur de kv reste celui du trailer, avec ou sans bâtons,.

## Aspects techniques

### Montée, descente, sentier technique

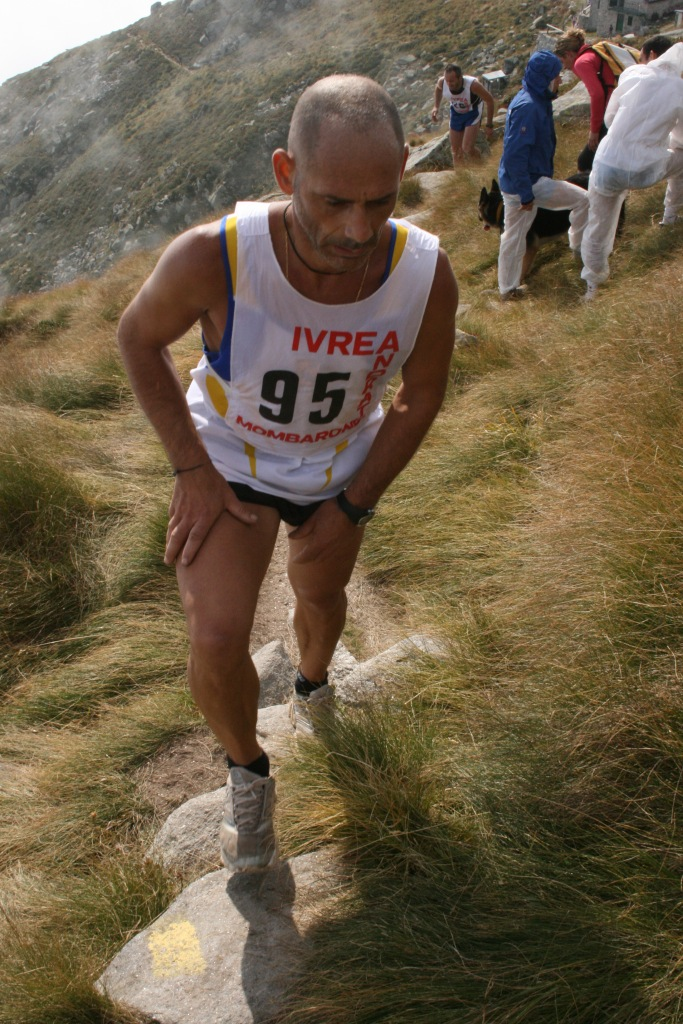
Technique de montée en marche active avec poussée des mains sur les cuisses.

La majorité des compétitions de trail comporte un dénivelé plus ou moins important, constitué de montées et descentes, qui requièrent une technique différente de la course sur le plat.
En montée, l'effort musculaire est réalisé par des contractions concentriques et fait surtout appel à la puissance des muscles quadriceps. La foulée est raccourcie, la pose et la poussée du pied s'effectuent surtout sur l'avant du pied. Les montées à faible pente sont effectuées en courant mais réclament un effort cardiaque conséquent. Les montées raides sont souvent réalisées par une technique de marche rapide ou « active », en s'aidant avec une poussée des mains sur les cuisses, ou par des techniques de marche nordique en s'aidant de bâtons. Dans les montées très raides, les mains peuvent s'agripper au sol ou aux rochers et aider l'ascension et le maintien de l'équilibre, selon des techniques de base d'escalade.
En descente, le travail musculaire est surtout excentrique. Avec une pente faible, la foulée peut être allongée pour gagner en vitesse. Quand la pente devient importante, la foulée est raccourcie, pour ralentir la course (risque de chute) ou limiter l'impact dans les muscles et les articulations (douleurs, risques de blessure). Les descentes raides ou techniques parcourues en courant requièrent de « l'engagement » psychologique pour surmonter la peur d'une chute ou d'une blessure.
Sur les sentiers dits « techniques » (très accidentés), la foulée dynamique, plus courte et avec une pose du pied très brève, permet de limiter les risques de chute si le sol est instable ou si le pied est mal posé.

### Hydratation et alimentation

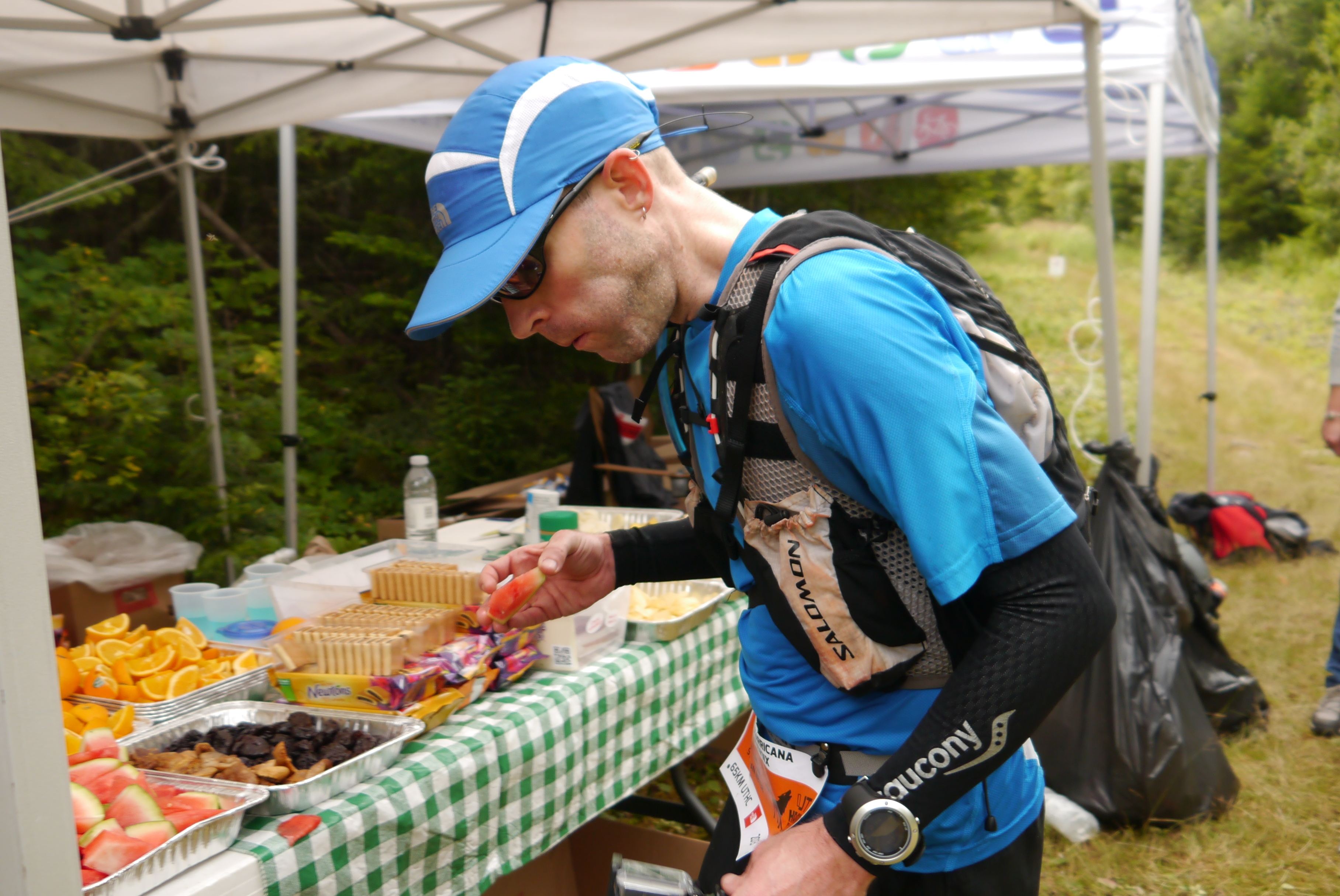
Coureur devant un stand de ravitaillement avec des aliments solides.

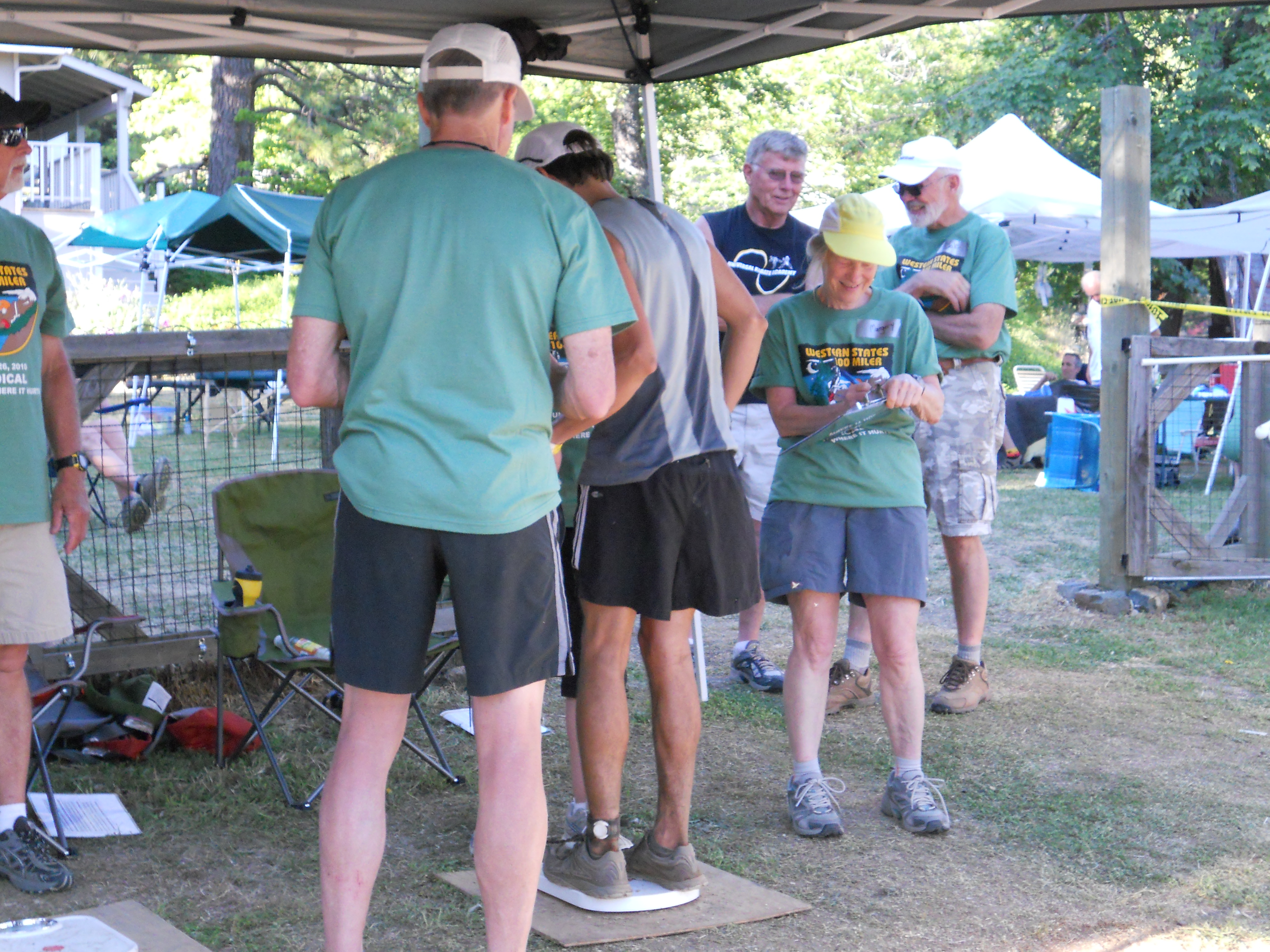
Pesée obligatoire sur la WS100 pour vérifier l'état de déshydratation.

En course à pied, le coureur doit gérer l'hydratation et les apports énergétiques nécessaires à de meilleures performances physiques et à une limitation des risques de blessure. Pour le pratiquant de trail qui court sur des distances de fond, ces apports sont effectués les jours et heures avant la course mais aussi durant la course, par la consommation de boissons ou d'aliments solides.
Durant une course, le coureur limite la déshydratation (causée par la transpiration) en buvant de l'eau ou bien une boisson sportive, plus favorable à l'absorption de l'eau et de nutriments (glucides, électrolytes...). À partir de 5-7 heures de course (notamment par temps chaud), les apports en sodium évitent les risques d'hyponatrémie.
Des compléments énergétiques sont nécessaires pour compenser l'épuisement des stocks de glycogène dans le sang après 1 ou 2 heures de course. Ces apports sont réalisés par des boissons ou gels énergétiques composés principalement de glucides (glucose, fructose, maltodextrine…) ou bien par des aliments solides sucrés ou salés (barres de céréales, fruits, biscuits, etc.).
Pour le pratiquant de trail, la gestion de son hydratation et son alimentation est un aspect tactique important de la course. Celui-ci doit préparer au mieux l'équipement, la quantité et la qualité des boissons et aliments nécessaires, en minimisant le poids transporté. Il doit aussi composer avec les désordres physiologiques conséquents à l'effort, aux chocs répétés et à la redistribution du sang vers les muscles (perte d'appétit, sensations de dégoût, nausées, ralentissement de la digestion...). Il doit gérer au mieux les ravitaillements en liquides ou aliments solides disponibles sur le parcours, pour se restaurer convenablement ou pour remplir son sac ou sa gourde, en perdant le moins de temps possible.

### Fatigue et environnement

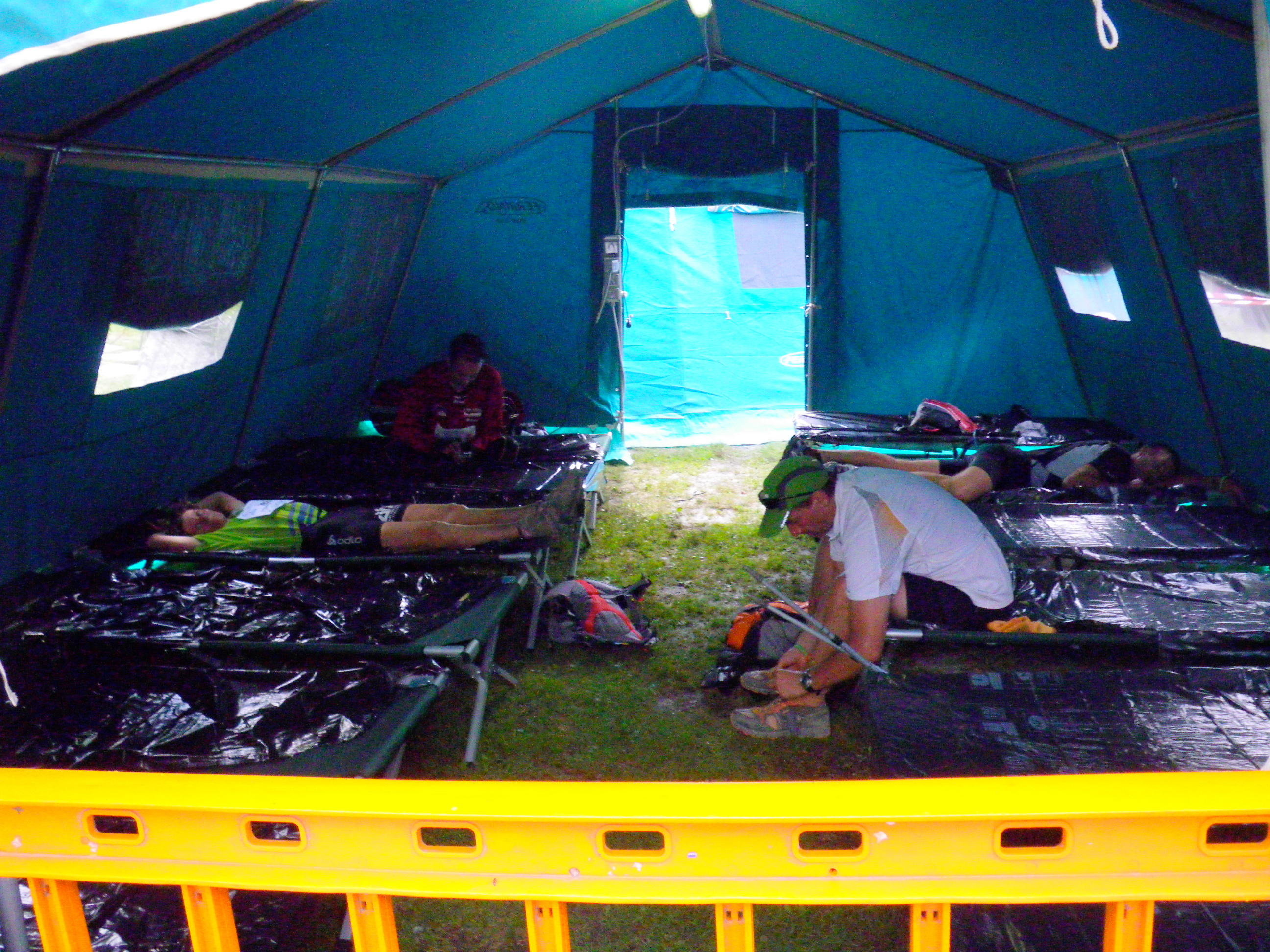
Tente de repos sur l'UTMB 2009.

La fatigue du coureur est le principal élément limitant les performances sportives (durée et intensité) et favorisant les blessures. La fatigue peut-être de plusieurs natures : manque de sommeil, fatigue au niveau des muscles, fatigue du système nerveux (cerveau, nerfs).
La fatigue physiologique est due à l'exercice physique prolongé et se manifeste notamment par des courbatures, des crampes, des somnolences ou une perte de poids. L'entrainement insuffisant ou le surentraînement favorisent l'apparition de cette fatigue. De « mauvaises » chaussures, c'est-à-dire non adaptées au pied du coureur, à la nature du terrain et à la longueur de la course, favorisent également la fatigue. Un état de fatigue global, le « coup de pompe », est généralement dû à un défaut d'alimentation (souvent hypoglycémie). Une bonne économie de course, avec une foulée efficace, limite les atteintes musculaires.
Pour les parcours longs (ultra), des études scientifiques suggèrent que la fatigue des jambes correspond principalement à une fatigue du système nerveux central et non à un affaiblissement de la force des muscles. Les études indiquent aussi que les femmes semblent mieux résister à ce type de fatigue. Aucune fatigue cardiaque (à la suite d'un trail dans les catégories d'ultra-endurance) n'a été démontrée.
Les compétitions de plusieurs dizaines d'heures engendrent une privation de sommeil qui limite les performances physiques et cognitives (perte d'attention, somnolence, troubles visuels, hallucinations). Pour se préparer à cette privation, beaucoup de coureurs augmentent la durée de sommeil les jours précédents une compétition (nuits plus longues, siestes). Durant les courses longues, certains coureurs se ménagent de courtes siestes, au bord du chemin ou dans des espaces aménagés (tente, refuge de montagne).
L'environnement extérieur est aussi une contrainte et un élément limitant pour le coureur. Les conditions météorologiques variables limitent les performances. Par des vêtements et accessoires de protection adaptés, le coureur doit se protéger de différentes agressions physiques : chaleur ou froid, sécheresse ou humidité, vent, pluie, neige, rayonnement solaire. Les conditions extérieures limitent aussi les perceptions du terrain, à l'exemple du brouillard, de l'orage ou de la nuit qui rendent difficiles l'orientation et la perception des obstacles. En haute montagne, les effets de l'altitude diminuent les performances physiques (troubles du rythme cardiaque, essoufflement, déshydratation).

### Équipements
Parallèlement au développement de la discipline, le marché de l'équipement dédié au trail a explosé ces dernières années. Les équipementiers traditionnels ayant su adapter leurs matériels et les fournisseurs de membranes (textile imperméable et respirant) ou de matériaux techniques en sont les principaux bénéficiaires.

#### Chaussures de trail

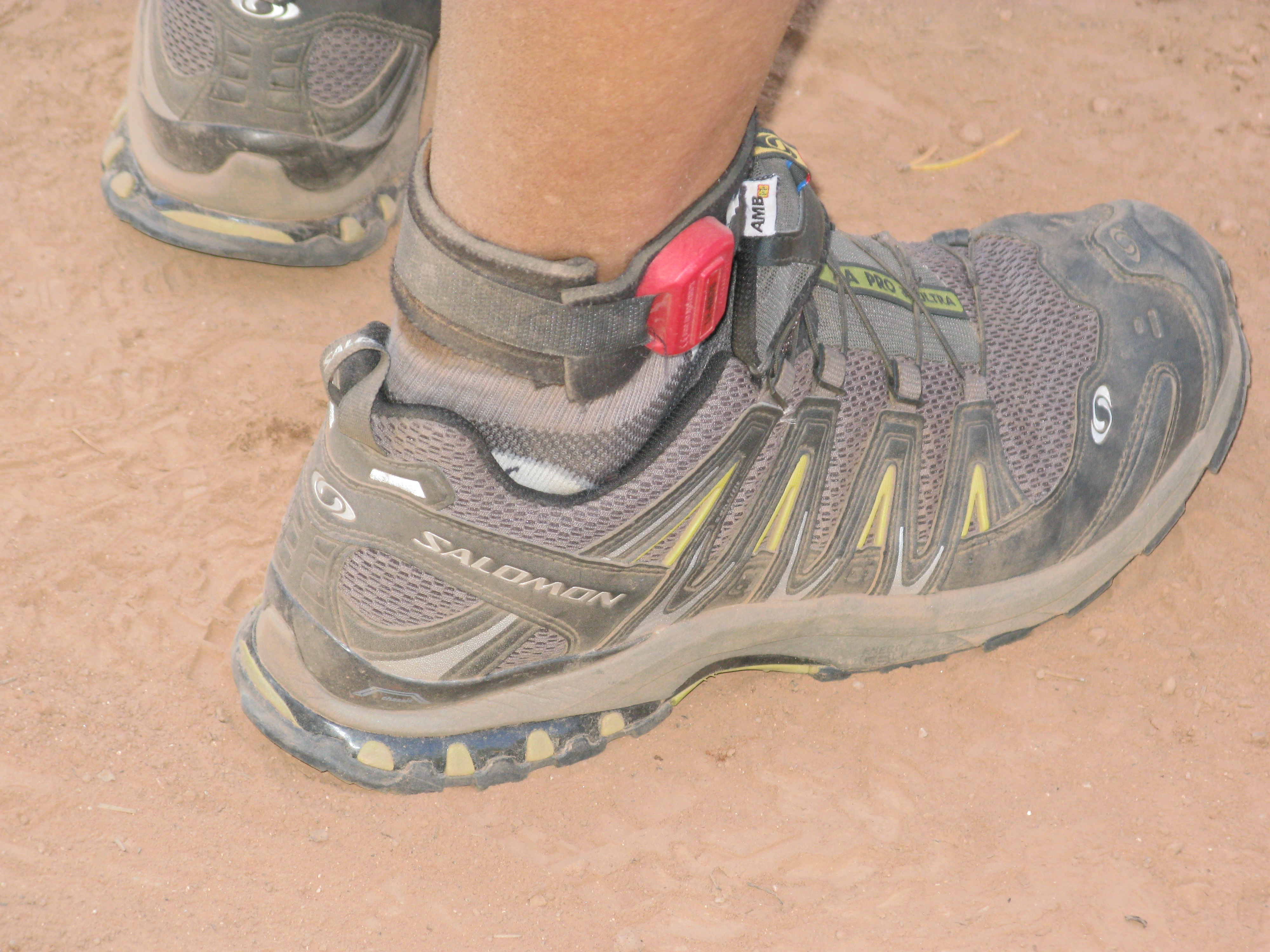
La XA Pro de Salomon, lancée en 2001, est considérée comme la première chaussure dédiée au trail.

Les pratiquants de trail utilisent souvent des chaussures conçues spécialement pour le trail. En comparaison des chaussures de course sur route, la semelle extérieure des chaussures de trail possède des crampons plus agressifs et souples, afin d'assurer une meilleure accroche et adhérence sur une grande variété de terrains secs et humides (roche, boue, neige…). En comparaison des chaussures de randonnée à tige basse, les chaussures de trail sont beaucoup plus légères, souples et aérées.
Généralement, la semelle intermédiaire en élastomère (type EVA) contient une fine plaque de plastique souple visant à protéger le pied des objets pointus, comme les cailloux et les racines. Parce que le trail est pratiqué sur des reliefs moins durs que la route ou avec des appuis de pied plus variés, les chaussures de trail possèdent généralement un amorti moindre que celles de route. De même, la hauteur de la semelle est généralement plus faible, afin d'assurer une meilleure stabilité et un meilleur dynamisme du pied sur les terrains accidentés.
Les chaussures de trail comportent généralement des bandes latérales et/ou frontales de renfort dites « pare-pierre » pour protéger le pied et la chaussure des chocs et de l'usure. Souvent, le système de laçage vise à augmenter le maintien latéral du pied (stabilité). Des systèmes de laçage variés ou des chaussons intérieurs améliorent souvent la protection du pied, en évitant par exemple que les lacets soient accrochés par des ronces ou que de petits cailloux pénètrent dans la chaussure. Si les tissus maillés (mesh) améliorent l'évacuation de la transpiration du pied et la légèreté de la chaussure, des tissus imperméables (type Gore-Tex) améliorent la protection du pied contre l'humidité et le froid.
Selon la nature du terrain, les chaussures sont parfois associées à des pointes métalliques ou des chaînes amovibles (pour la neige et la glace), à des chaussettes étanches ou à des guêtres amovibles (sable, boue).
À l'instar de la course sur route, les tendances récentes favorisent la conception de chaussures de trail plus « minimalistes », avec un drop réduit (inclinaison arrière-avant minimale ou nulle) et un amortissement moindre sous le talon pour offrir plus de dynamisme et de légèreté aux pratiquants de parcours rapides et pour mieux correspondre aux foulées avec des appuis sur l'avant ou le milieu du pied (forefoot/midfoot strike). À l'inverse, quelques rares fabricants proposent des chaussures avec des semelles très épaisses pour favoriser l'amortissement des chocs et reliefs, notamment dans les descentes et les parcours longs.

#### Réserve d'eau individuelle

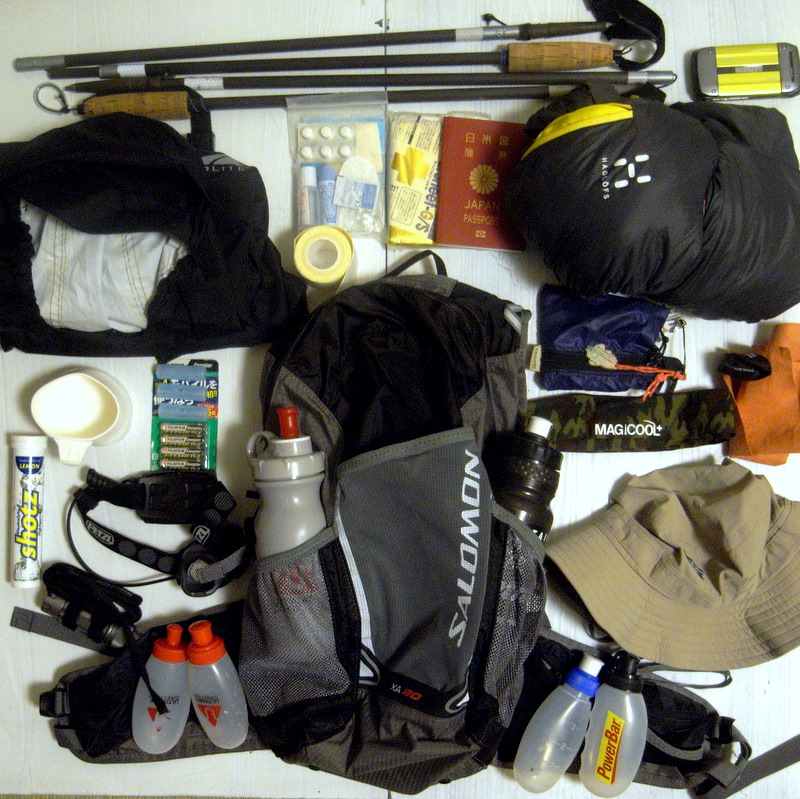
Équipement d'un coureur de la CCC : sac à dos, gourdes pour l'eau et les boissons énergétiques, bâtons pliables, nécessaire médical et couverture de survie, passeport, lampe frontale et piles de rechange, couvre-chef, veste et pantalon imperméables, gobelet.

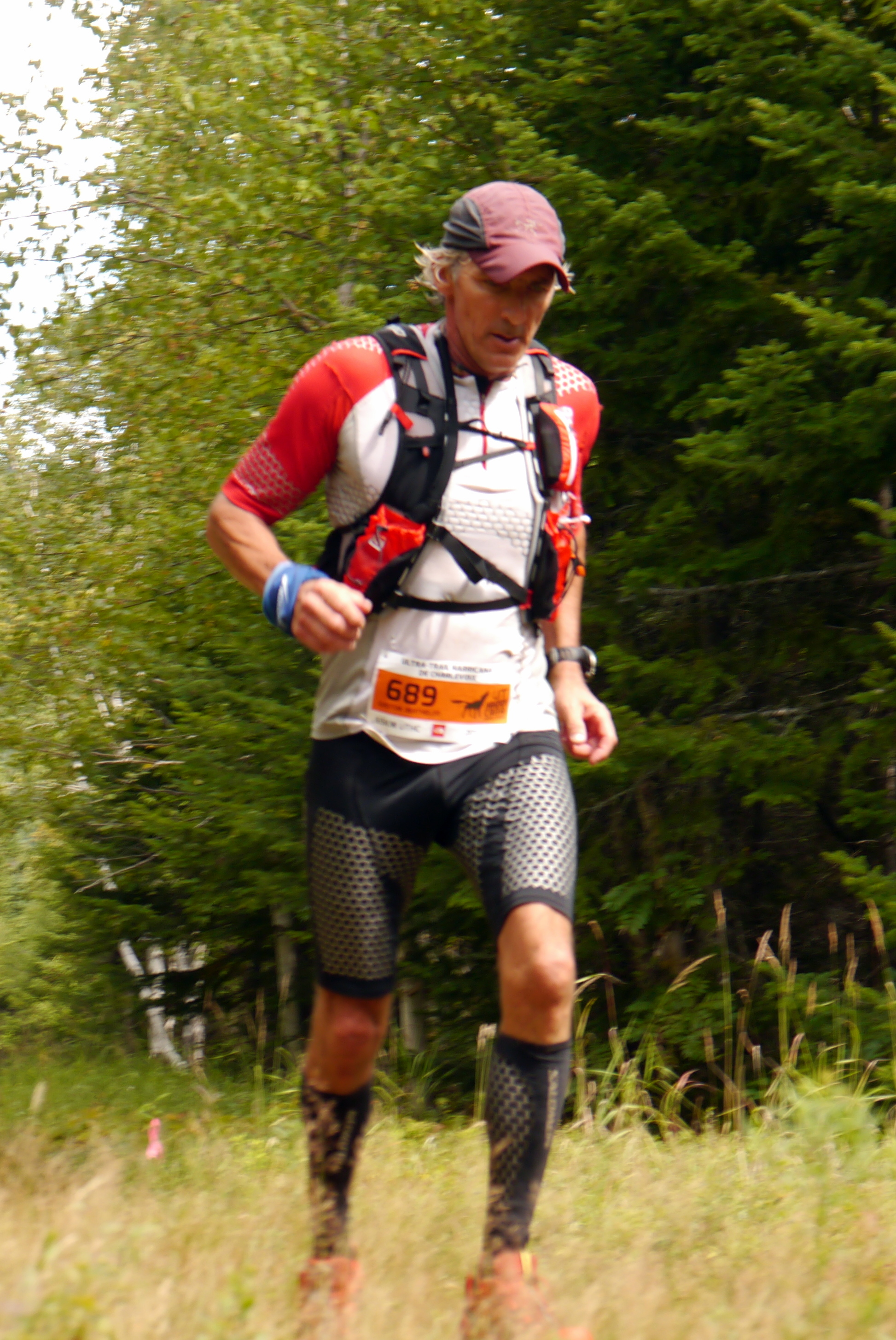
Tenue moderne d'un coureur : tshirt technique, cuissard de compression, manchons de compression des mollets, sac à dos de trail.

Une ceinture porte-gourde (ou sac à dos avec une poche à eau) contenant de l'eau et/ou des produits énergétiques notamment pour les trails supérieurs à 21 km. Des produits solides sont également recommandés.

#### Lampes frontales
Le trail se pratiquant de jour comme de nuit, il est indispensable de pouvoir s'éclairer correctement, surtout que, par définition, le trail se pratique dans des lieux dépourvus d'éclairages public. Les lumières dont s'équipent les traileurs la nuit doivent donc être suffisamment puissantes pour leur permettre de voir le relief et les éventuels obstacles qui juchent leur chemin afin d'éviter la chute.
La lampe frontale, qui permet d'éclairer en toute circonstance l'endroit vers lequel se pose les yeux du coureur est donc un choix très largement privilégié, d'autant que ce type de lampe permet d'éviter tout encombrement des mains du coureur tout en limitant les risques de perte.
Elles sont obligatoires en compétition lorsque l'épreuve ou une partie de l'épreuve se déroule de nuit. Sur certaines courses, les organisateurs exigent que les coureurs disposent également de piles de rechange, voire une seconde frontale de sécurité. Les principaux fabricants de lampes frontales se sont adaptés à ces nouveaux marchés en proposant des modèles adaptés à ce type d'épreuve (lampes toujours plus légères, plus autonomes et/ou plus puissantes). Certaines épreuves pouvant comporter plusieurs nuits entières, une grande autonomie est indispensable. Certains modèles sont équipés de batterie à très grande autonomie. Celles-ci sont alors déportées vers l'arrière de la têtes ou portées à la ceinture et permettent au coureur d'avoir une lumière très puissante pendant plusieurs dizaines d'heures.

#### Autres accessoires
D'autres accessoires apparaissent dans la panoplie des traileurs sans qu'il soit possible de déterminer s'il s'agit d'accessoires indispensables, d'effets de mode ou de marketing.
Les bâtons de trail deviennent de plus en plus spécifiques et s'imposent de plus en plus face aux bâtons de marche|bâtons de randonnées. Bien utilisés, ils permettent de dynamiser le pas en montée et d'alléger le pas de descente. Il y a 3 formes de poussée en montée ou sur terrain plat employées en trail : la poussée alternative, la poussée double et la poussée semi-alternative. En descente, on trouve principalement la retenue en ouverture et la retenue en coulisse. Pas plus que pour la randonnée, il n'est possible d'affirmer que leur utilisation améliore de façon notable l'efficacité de la course. Ils sont interdits sur certaines courses car on leur reproche notamment leur dangerosité pour les autres pratiquants lorsqu'ils sont mal utilisés et leur impact négatif sur l'environnement.
Des manchons de contention peuvent être portés aux mollets ou aux avant-bras, mais là encore, leur efficacité est âprement discutée.

### En course

#### Équipement obligatoire

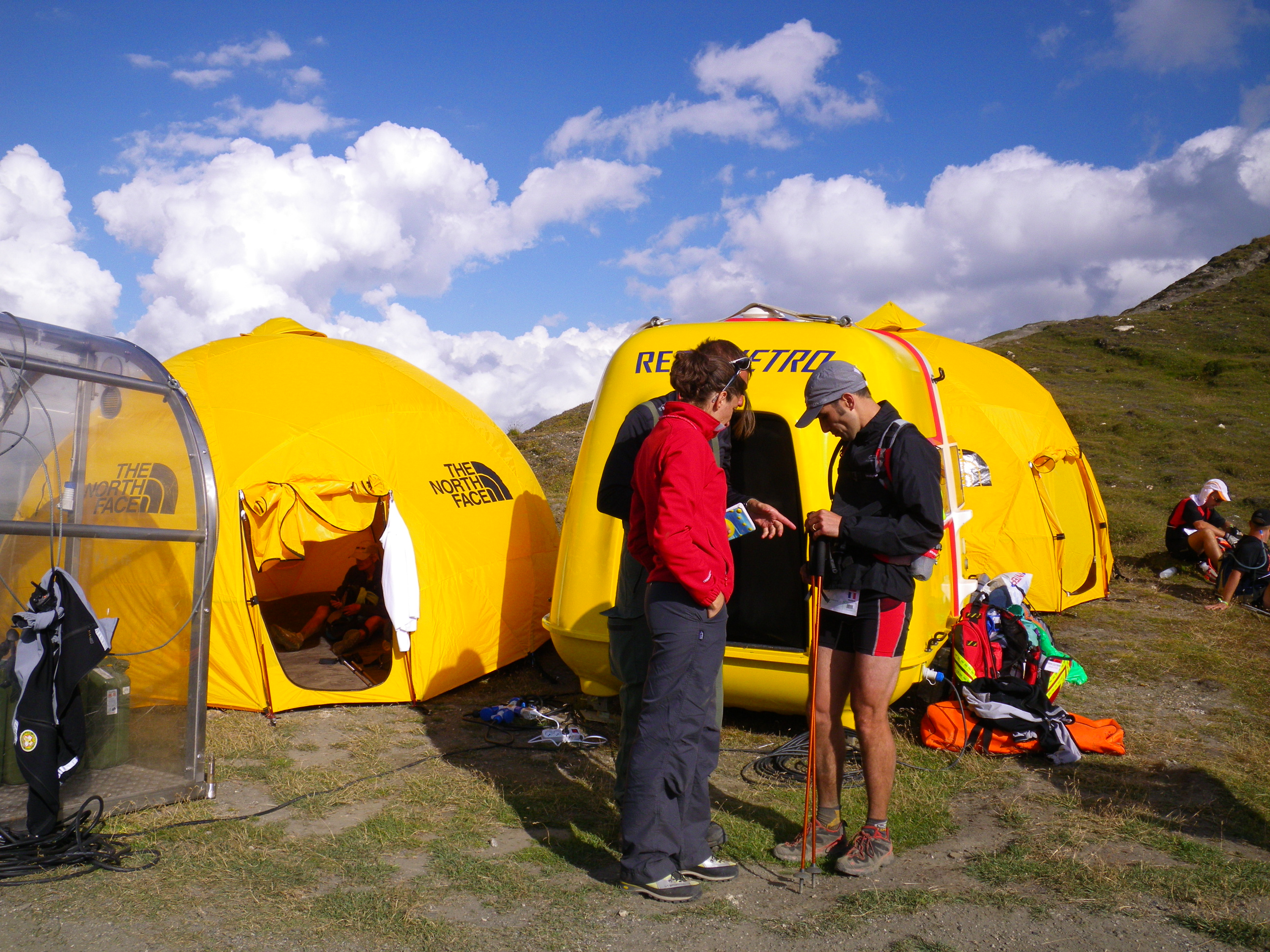
Station d'altitude sur un col de l'UTMB.

Les organisateurs imposent fréquemment aux coureurs une liste d'équipements de sécurité obligatoires : un volume minimum de boisson au départ, une couverture de survie, une lampe torche, un téléphone mobile, des piles neuves, un sifflet... Sur certaines épreuves longues comme l'UTMB et ses courses annexes, la vérification des sacs est obligatoire et chaque coureur doit s'y soumettre. Des contrôles durant la course, ou dans l'aire d'arrivée, sont possibles.

#### Ravitaillement
Le ravitaillement est en principe fourni par l'organisation de course. Les aires de ravitaillement sont bien définies dans une zone précise. Il y a toujours du ravitaillement liquide : eau, thé, bouillons, boissons isotoniques, cola, et du ravitaillement solide : pain, biscuits salés, rondelles de banane, quartiers d'orange, fruits secs, fromage, viande séchée... Certaines courses mettent à disposition un espace pour le ravitaillement personnel. Dans l'aire de ravitaillement on trouve souvent une équipe médicale au service des coureurs. Il y a certaines courses en autonomie complète ; le participant transportera son ravitaillement pour toute la durée de la compétition.

#### Accompagnement et assistance
En principe l'assistance extérieure n'est pas autorisée, sauf à l'approche des ravitaillements officiels (3 à 4 km avant et après la zone officielle). La zone d'accompagnement est clairement définie par une signalisation placée sur le parcours. L'aide est uniquement autorisée par une course à pied (VTT ou roller interdit). L'assistance en ravitaillement personnel n'est autorisée que dans les aires de ravitaillement officielles. En principe les coureurs ne peuvent pas bénéficier d'une assistance médicale privée. En cas de besoin, c'est le service médical de l'organisation qui intervient.

#### Barrière horaire
Les organisateurs imposent souvent ce que l'on appelle une barrière horaire, c'est-à-dire que les coureurs doivent rejoindre un point précis (ou l'arrivée) avant une certaine heure. Au-delà, ils sont mis hors course et ne pourront affirmer qu'ils ont été finishers de cette course.
Sur les trails courts ou moyens, les barrières horaires sont généralement calculées de façon assez large et servent essentiellement à mettre hors course des personnes qui n'auraient pas le niveau requis pour terminer l'épreuve dans de bonnes conditions de sécurité.
Sur les courses sélectives ou les épreuves d'ultra, les barrières sont plus serrées et lorsque les meilleurs se bagarrent en tête de course, beaucoup de coureurs luttent contre ces barrières avec la hantise d'être mis hors-course.

### Entrainement

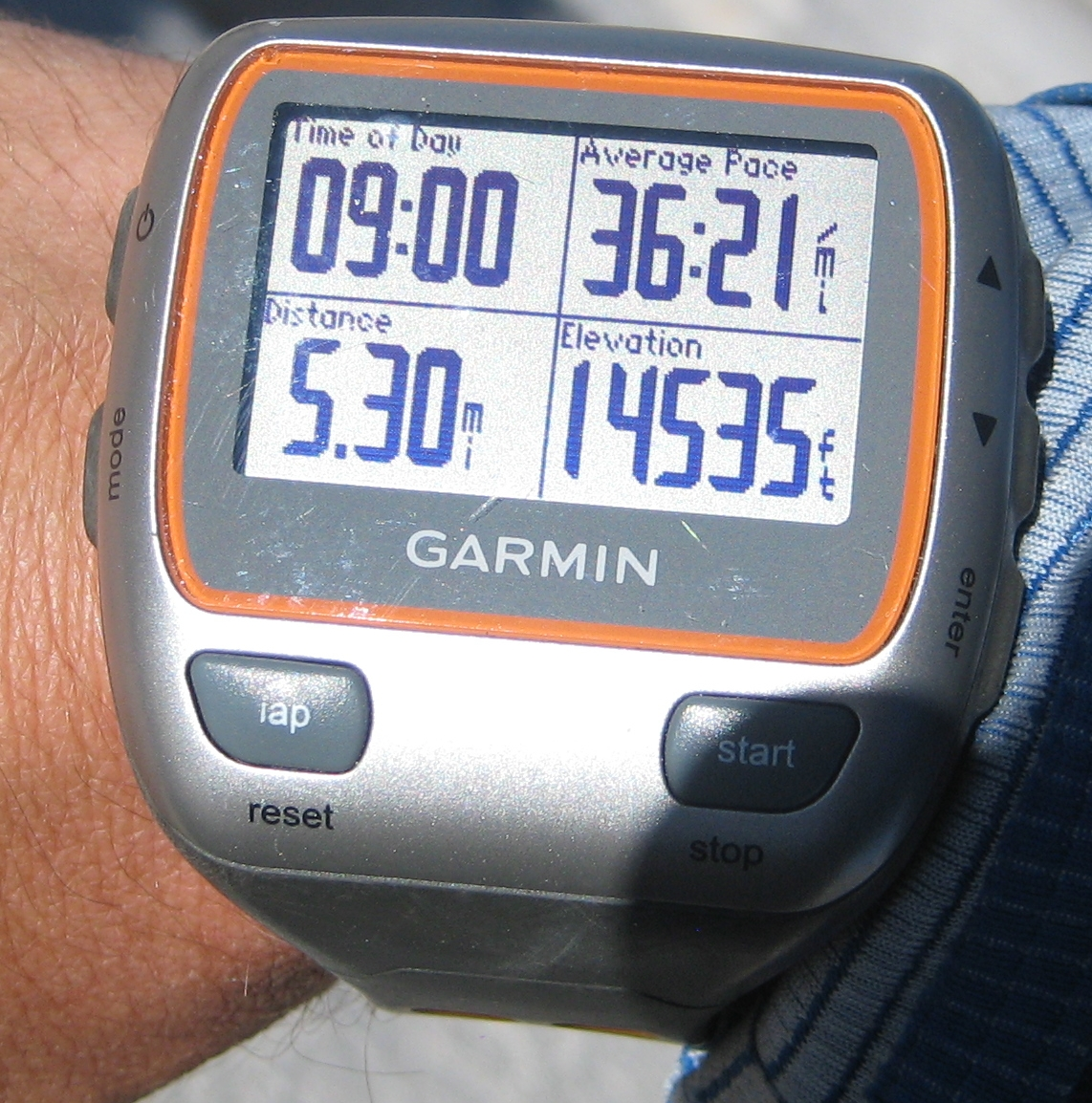
Montre GPS de Garmin affichant la distance parcourue, l'altitude et l'allure moyenne de course.

L'entrainement au trail est relativement similaire à celui de la course de fond sur piste ou sur route. Il est réalisé par un travail de fond, désigné dans le jargon sous le terme de « foncier » (« faire du foncier »), à base de séances d'endurance régulières (jogging), sur la durée de la saison, sur route ou sentier afin d'acquérir une aisance qui permet d'affronter avec sérénité les difficultés physiques propres à la discipline. Des séances plus intensives et rapides de fractionné ou de fartlek, en résistance, complètent le travail foncier et permettent d'améliorer les capacités aérobie et d'augmenter ainsi la vitesse du coureur (VMA) ou bien de s'entraîner aux « allures spécifiques » d'une compétition.
Plus spécifiques au trail, les séances de dénivelé permettent d'améliorer la technique, la vitesse et l'endurance du coureur dans les montées et descentes. La pratique régulière sur des terrains naturels variés, sous différentes conditions météorologiques (chaleur, pluie, froid, neige), permettent aux pratiquants de se familiariser avec les conditions imprévisibles d'une course en pleine nature et de tester leurs choix d'équipement et de nutrition.
L'entrainement est complété par des exercices de préparation physique générale (PPG) ou spécifique (PPS) : musculation, pliométrie, étirement, proprioception, pratique croisée d'autres sports d'endurance (vélo, natation), électrostimulation...
Pour les athlètes de haut-niveau, des plans d'entrainement personnalisés définissent la fréquence et le type des séances d'entrainement de la semaine, réparties sur l'année en différentes périodes selon le calendrier des compétitions : semaines de reprise, développement général, préparation spécifique pour une compétition, jours de récupération, repos saisonnier... L'évolution des performances est souvent évaluée d'après les données fournies par un cardiofréquencemètre (fréquences cardiaque), une montre GPS (vitesse horizontale, vitesse d'ascension, dénivelé cumulé) ou un accéléromètre (rythme des foulées). L'entrainement physique est souvent complété par un suivi diététique, médical et une préparation mentale.
La pratique du trail impose des charges d'entrainement importantes. Selon une étude de 2013 en France, presque la moitié des compétiteurs s'entraîne au moins 4 fois par semaine, les autres s'entrainant 3 fois par semaine. Pour la grande majorité des compétiteurs, l'entrainement dure entre 3 et 10 heures par semaine, pour une distance cumulée comprise entre 20 et 60 km par semaine. La moitié réalise entre 500 et 1 500 mètres de dénivelé cumulé par semaine. Plus de la moitié des pratiquants interrogés s'entraîne en solitaire, les autres s'entraînant entre amis ou dans des clubs ou associations.

## Organisations internationales
Le trail sous sa forme actuelle est un sport récent qui n'est pas organisé au niveau international par un unique organisme. Le trail n'est pas une discipline olympique et les épreuves les plus prestigieuses sont souvent organisées par des associations ou des sociétés privées, en marge des fédérations sportives nationales ou internationales.
La Fédération internationale de Skyrunning (ISF, créée en 2008) a succédé à la Federation for Sport at Altitude (1995) pour l'organisation et la règlementation des épreuves internationales de skyrunning (multisport, à plus de 2 000 mètres d'altitude). Ce circuit organisé depuis 1993 comprend notamment des courses sur distance marathon (skymarathon) et autres distances (skyrace) et kilomètre vertical. Peu connue en France, cette organisation semblait en 2013 la plus structurée et ses compétitions avaient le plus de légitimité sportive dans le milieu du trail.
Les associations ITRA (trail), WMRA (course en montagne) et IAU (ultra) sont chargées de promouvoir la course en montagne et le trail. Conjointement avec World Athletics, elles co-organisent les Championnats du monde de course en montagne et trail.
Des championnats continentaux (en Amérique du Nord, Amérique du Sud, Europe) et nationaux (en France) sont organisés par les fédérations d'athlétisme concernées.

## Compétitions

### Courses célèbres
Certaines épreuves de trail ont atteint une renommée internationale et sont souvent bien plus prestigieuses que les championnats structurés par des fédérations sportives. Ces épreuves ont été créées à une époque où les fédérations ne se préoccupaient pas tellement de ce qui passait en dehors des stades et des grandes épreuves sur route. En Europe, la plus célèbre et « la plus mythique de la discipline » est sans conteste l’Ultra-Trail du Mont-Blanc (UTMB). Son succès est tel qu'il faut impérativement avoir obtenu des points qualificatifs dans d'autres trails et en passer par un tirage au sort pour avoir une chance d'y participer.
Parmi les courses les plus connues, il est possible également de citer les suivantes :
- Allemagne : Rennsteiglauf, Zugspitz Ultra-Trail, 4 Trails, Transalpine-Run ;
- Australie : 100 Australia ;
- Belgique : La Bouillonnante, Festival Trail Semois ;
- Chine : Hong Kong 100 ;
- États-Unis : Western States Endurance Run une des plus anciennes courses de trail[24], Leadville 100 Run, Hardrock 100 ;
- Espagne : Transgrancanaria, Transvulcania ; Zegama-Aizkorri
- France : Grand Raid de la Réunion (1989), La course des Templiers, Le Grand Raid des Pyrénées, l'Ultra-Trail du Mont-Blanc, la Montagn'Hard[52], le Marathon du Mont-Blanc, la 6000D, l'Éco-Trail de Paris Île-de-France, l'Infernal Trail des Vosges, la MaXi-Race.
- Italie : Lavaredo Ultra Trail, Etna sky marathon, Grand Trail du Valdigne ;
- Japon : Ultra-Trail Mt.Fuji (2012) ;
- Maroc : Marathon des sables (1986) (course par étapes) ;
- Nouvelle-Zélande : Tarawera Ultramarathon ;
- Suisse : Eiger Ultra Trail, Trail Verbier St-Bernard, Sierre-Zinal.

### Championnat WMRA de course de montagne
Les Championnats du monde de course en montagne sont une compétition de course en montagne disputée chaque année depuis 1985. Ce championnat est organisé par l'Association mondiale de course en montagne (World Mountain Running Association) affiliée à l'IAAF. Le format des courses est déterminé. Selon la FFA, le parcours a au minimum de 500 m de dénivelé positif, un écart minimum de 300 m d'altitude entre le point le plus haut et le point le plus bas et une durée de course de l'ordre de 1 h à 1 h 15 pour les vainqueurs.

### Championnat de skyrunning
Le circuit Skyrunner World Series, créé en 1993 et géré depuis 2008 par la fédération internationale de skyrunning, rassemble des épreuves sportives internationales de skyrunning, organisées en montagne à une altitude supérieure à 2 000 mètres. Les épreuves récentes comprennent majoritairement des courses sur distance de 20 à 50 km appelées SkyRace ou SkyMarathon mais également des épreuves de plus de 50 km. Jusqu'à son édition 2016 le championnat comportait des épreuves de type kilomètre vertical, ces épreuves forment un circuit indépendant dont la première édition a eu lieu en 2017. Les compétitions sont structurées par un championnat international, des championnats nationaux et un classement international. Le circuit Skyrunning rassemble actuellement environ 200 épreuves à travers le monde, et près de 30 000 participants issus de 54 pays.

### Championnat de kilomètre vertical
Le Vertical Kilometer World Circuit, créé en 2017 et géré par la fédération internationale de skyrunning, rassemble des épreuves de moins de 5 km pour 1 000 m de dénivelé positif ainsi que d'autre courses verticales. Les compétitions sont structurées par un championnat international, des championnats nationaux et un classement international.

### Championnats IAU de trail
Depuis 2011, un championnat du monde de trail est organisé par l'International Association of Ultrarunners (IAU). La dernière édition s'est déroulée le 6 juillet 2013 au Pays de Galles et a été remportée par le Britannique Ricky Lightfoot et la Française Nathalie Mauclair.
Depuis quelques années, des compétitions fédérales et nationales s'organisent sous forme de championnats mais elles ne sont pas encore très représentatives et ne permettent pas de sacrer les meilleurs sportifs de la discipline, qui boudent souvent ces rendez-vous au profit de courses plus plaisantes, plus prestigieuses ou plus difficiles. Par exemple, l'Espagnol Kilian Jornet ne possède pendant longtemps aucun titre malgré sa position incontestée de meilleur traileur mondial. Les meilleurs traileurs font généralement partie d'équipes privées (des teams) sponsorisées par des équipementiers et/ou des marques présentes dans le trail et leurs attentes divergent de celles des fédérations nationales.

### Ultra-Trail World Tour
L'Ultra-Trail World Tour (UTWT) est un circuit international de trails d'ultra-endurance d'au moins 100 km organisé à partir de 2014. Il rassemble depuis sa création d'une dizaine de compétitions (parmi les plus renommées et médiatiques), organisées à travers le monde.

## Records individuels
En dehors des compétitions, la pratique du trail concerne parfois la réalisation de records individuels de vitesse sur des parcours d'alpinisme ou de randonnée : ascension de sommets par les voies normales, intégralité d'un sentier de grande randonnée, tour ou traversée d'un massif montagneux, etc. Ces records individuels de vitesse sont généralement réalisés par des champions de trail, avec l'assistance d'une équipe : ravitaillement en eau et nourriture, organisation de bivouac pour le repos, assistance médicale, reconnaissance et conseils stratégiques, voire l'accompagnement du coureur durant le parcours pour le maintien de l'allure, le guidage ou le transport du petit matériel.
En 2013, Kílian Jornet bat le record de l'ascension à pied du mont Blanc, en réalisant l'aller-retour entre l'église de Chamonix et le sommet en 4 h 57 min. En 2013, il bat aussi le record de l'ascension aller-retour du mont Cervin (4 478 m) depuis Breuil-Cervinia, en 2 h 52 min. En 2016, François D'Haene réalise le sentier de grande randonnée 20 en Corse (Calenezana—Conca) en 31 heures, sur un parcours de 180 km avec 14 000 m de dénivelé positif.

## Médias
Les médias dédiés aux sports de pleine nature ou à la montagne abordent épisodiquement la pratique du trail, notamment lors de grandes compétitions.
La majorité des magazines spécialisés dans la course à pied traitent régulièrement de la pratique du trail et de ses compétitions, à l'instar de Zatopek Magazine ou Jogging International qui propose depuis décembre 2010 un cahier complet dédié au trail.

## Santé

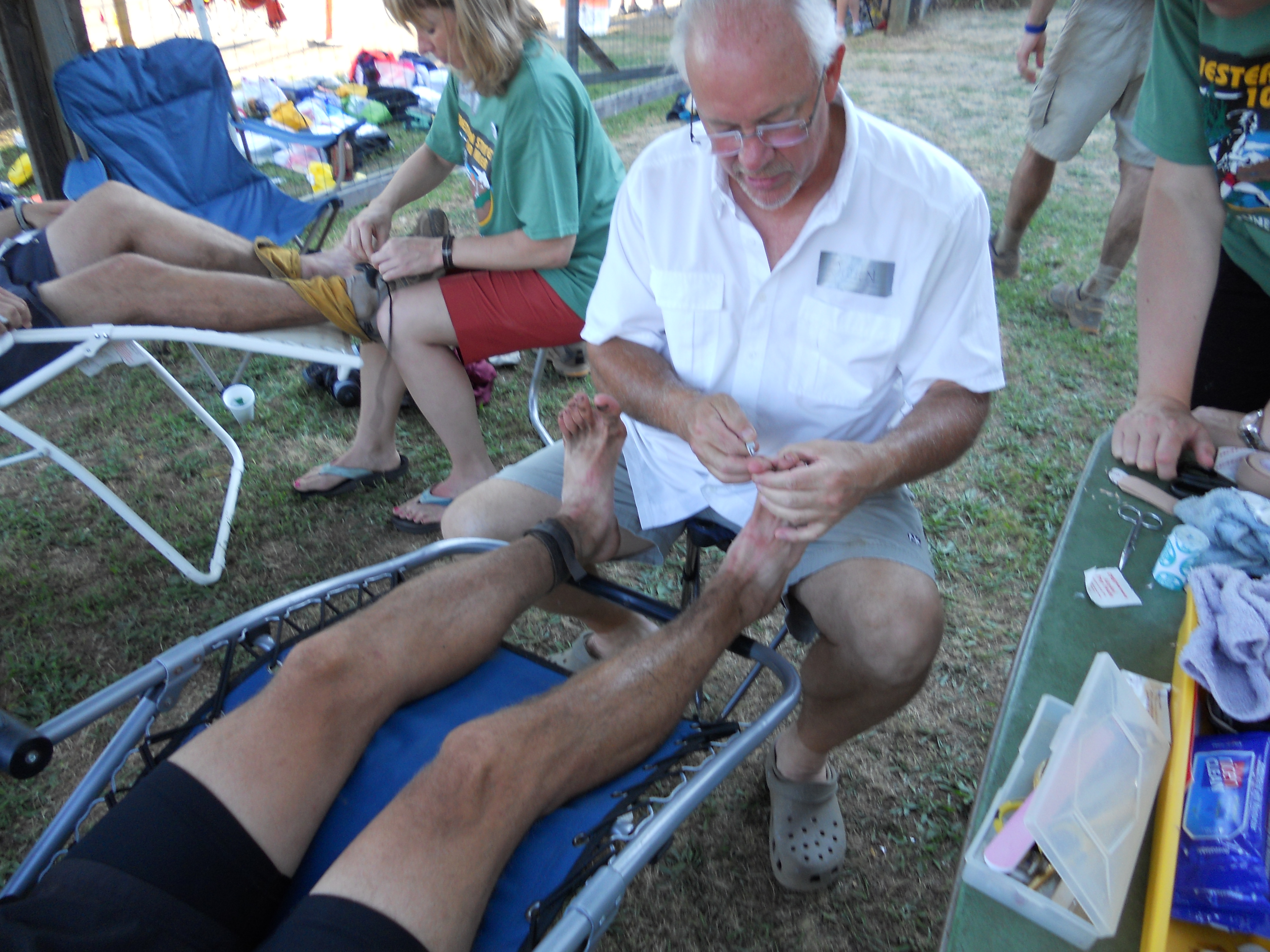
Soin des pieds sur la WS100.

La pratique du trail a des conséquences à long terme sur la santé des pratiquants.
À l'identique des autres pratiques de course de fond (piste, route, jogging), les exercices physiques du trail sont liés à l'amélioration de la santé et au bien-être. Ils assurent la perte de poids, améliorent l’endurance, diminuent les temps de récupération, permettent d'éviter les maladies cardiovasculaires liées à l'âge et amplifient les voies respiratoires.
Chez les coureurs réguliers, les blessures les plus fréquentes sont des atteintes articulaires et tendineuses aux membres inférieures : notamment des blessures du genou (syndrome rotulien, syndrome de la bandelette ilio-tibiale), des atteintes tendineuses (tendinite d'Achille, aponévrosite plantaire, tendinite rotulienne) et des fractures de fatigue (tibia, métatarses). Plus spécifiques à la pratique en terrain naturel, les entorses de la cheville et les blessures (parfois mortelles) des chutes en montagne.
Quelques cas isolés de dopage ont été relevés en compétition, chez des coureurs de haut-niveau.
  
Au-delà des tentatives d'amélioration des performances par du dopage, des médecins s'inquiètent des pratiques fréquentes d'auto-médicamention chez les pratiquants amateurs d'ultra-trail (usage d'anti-inflammatoires, anti-vomitif, antidiarrhéique),.

## Économie
Peu d'études traitent spécifiquement de l'économie entourant la pratique du trail. Cette nouvelle pratique apparait comme un secteur économique en forte expansion. Parmi les acteurs de l'économie du trail, il est possible de distinguer : les équipementiers du trail (fabricants de matériel), les fabricants de produits de nutrition sportive, les distributeurs (boutiques de sport), les médias (magazines), les organisateurs de compétitions, les organisateurs de séjours ou voyages, les pratiquants (amateurs et professionnels), les sponsors ou encore les collectivités locales.
Pour les équipementiers, les ventes de matériel de trail sont en forte augmentation depuis plusieurs années (France, Allemagne, États-Unis) alors que dans le même temps le secteur des sports traditionnels de montagne (alpinisme, escalade) est en diminution. Asics cite une progression à deux chiffres après 2010 pour ses marchés de la course et du trail. En France, le marché du trail représenterait 13 % des ventes de chaussures de sport, 14 % du textile de course à pied et 43 % des sacs et accessoires de course à pied.
Cette progression du secteur trail est comparée à celle du secteur des pratiques itinérantes : la randonnée pédestre et surtout la marche nordique, une pratique également en plein essor. Pour l'industrie de l'équipement, le trail apparait comme un laboratoire d'innovations techniques qui fait évoluer le matériel de randonnée : sacs, chaussures légères…
Selon une étude réalisée en France en 2013, plus de la moitié des pratiquants de trail dépenserait plus de 1 000 euros par an pour l'équipement et les frais d'inscriptions aux compétitions.
Éléments significatifs de l'engouement pour le trail, de nouvelles compétitions de trail apparaissent chaque année (Europe, États-Unis). Progressivement, chaque région ou grande ville met en place des évènements (compétitions, salons de vente) ou des animations sportives (circuits de pratique, stages) autour du trail. Ainsi deux labellisations cohabitent, voir s'opposent, en France : l'« Univers trail » de la Fédération française d'athlétisme et les « Stations de trail » développées par l'entreprise Raidlight. En parallèle, la plupart des équipementiers parrainent leurs propres compétitions dans différents pays, avec également Hoka One One ou Salomon, parmi d'autres marques, qui sponsorisent des coureurs. La multiplication des courses et des coureurs entraine donc de multiples retombées financières pour l'ensemble des acteurs, ainsi qu'une façon de se diversifier.
Pour les collectivités locales, l'essor du trail apparait comme un vecteur d'attraction touristique. À titre d'exemple, les courses de l'UTMB de 2012 ont généré environ 60 000 nuitées payantes dans les hébergements de la région, touchant environ 7 000 coureurs et 12 000 accompagnants, pour une durée moyenne de séjour de presque cinq jours. Cette course permet donc de prolonger la saison touristique de la ville de Chamonix.
Selon une étude, le trail des Gendarmes de 2008, avec ses 5 000 coureurs, leurs accompagnateurs (famille) et les visiteurs, a généré des retombées économiques locales estimées à environ 1 million d'euros, réparties dans l'hébergement marchand (46 %), la restauration (29 %), les commerces et les boissons.

## Aspects environnementaux
Le trail est un sport de pleine nature impliquant des questionnements sur son impact négatif sur l'environnement naturel. Les aspects environnementaux concernent principalement l'impact des compétitions, qui rassemblent un grand nombre de personnes dans l'espace naturel (souvent la montagne) : les coureurs, les accompagnants, le public spectateur, les organisateurs.
Une enquête française de 2013-2014 sur l'impact écologique de l'UTMB fait apparaitre les risques suivants à prendre en compte par toute organisation responsable :
- la dispersion des déchets dans le milieu naturel (emballages de produits de nutrition, mouchoirs...) ;
- les risques d'altération visuelle du paysage en raison d'un marquage à la peinture pour favoriser un balisage posé puis enlevé ;
- les risques d'érosion des terrains accentuée par l'usage des bâtons, les conditions humides (boue), les raccourcis hors-sentier ;
- les risques d'endommager la flore par le piétinement de la végétation, notamment en zone aride ou hors-sentier ;
- le dérangement de la faune sauvage (nuit, période de reproduction) ;
- le dérangement des troupeaux domestiques (portails non refermés, déchets ingérés).

Des campagnes de sensibilisation auprès des coureurs et des modifications des règlements de course visent à améliorer l'impact environnemental des courses. Par exemple, le balisage du parcours par panneau ou ruban de signalisation amovible (plutôt que par de la peinture sur les rochers), l'usage de gobelets personnels (plutôt que jetables), la disqualification des coureurs qui jettent leurs déchets par terre, le ramassage des déchets en pleine nature par des bénévoles, la limitation du nombre de participants dans les parcs nationaux, la limitation du nombre de stands de ravitaillements.
L'impératif écologique est au cœur des préoccupations pour développer des évènements de plein air écoresponsable tout en limitant l'impact du "passage de centaines, voir milliers de coureurs dans les sentiers" sur "la végétation, la faune et les sols" et en considérant également ''les modes de transports pour arriver jusqu’à l’épreuve".

## Pratique dans le monde

### En Europe

#### En France

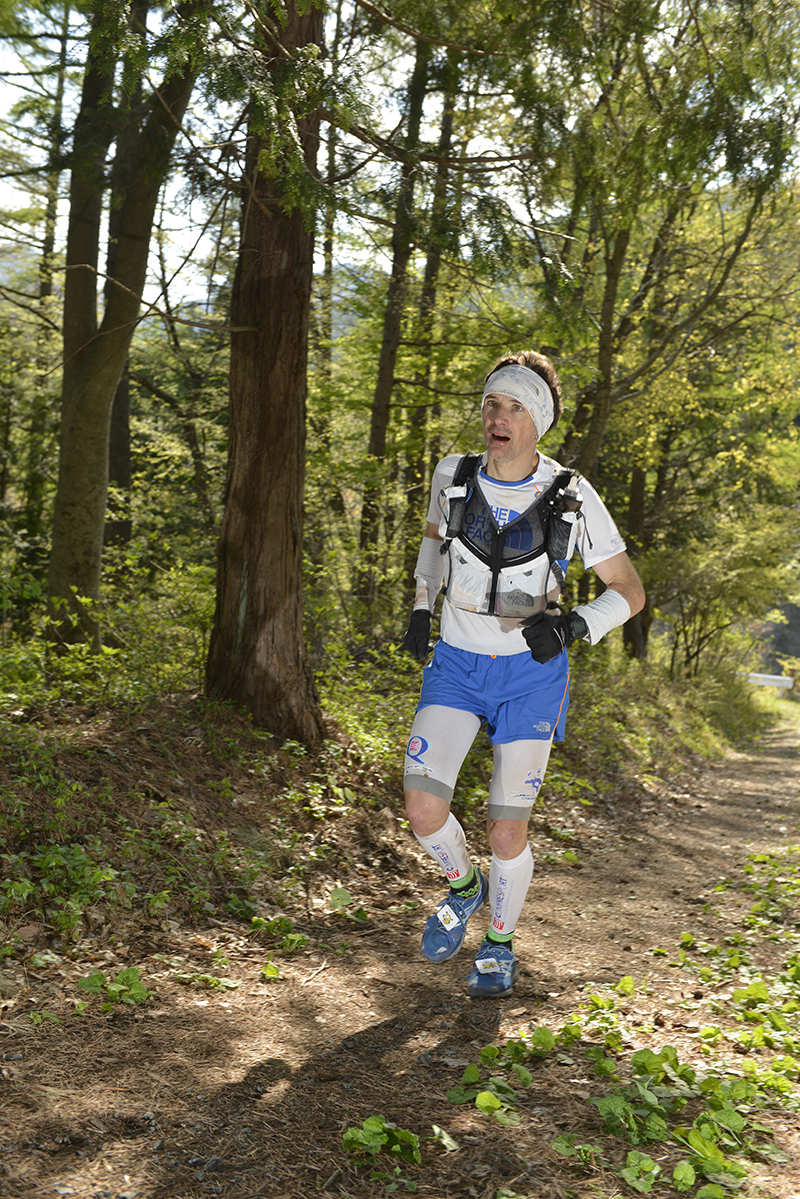
Le traileur professionnel français Sébastien Chaigneau, sur l'UTMF 2013.

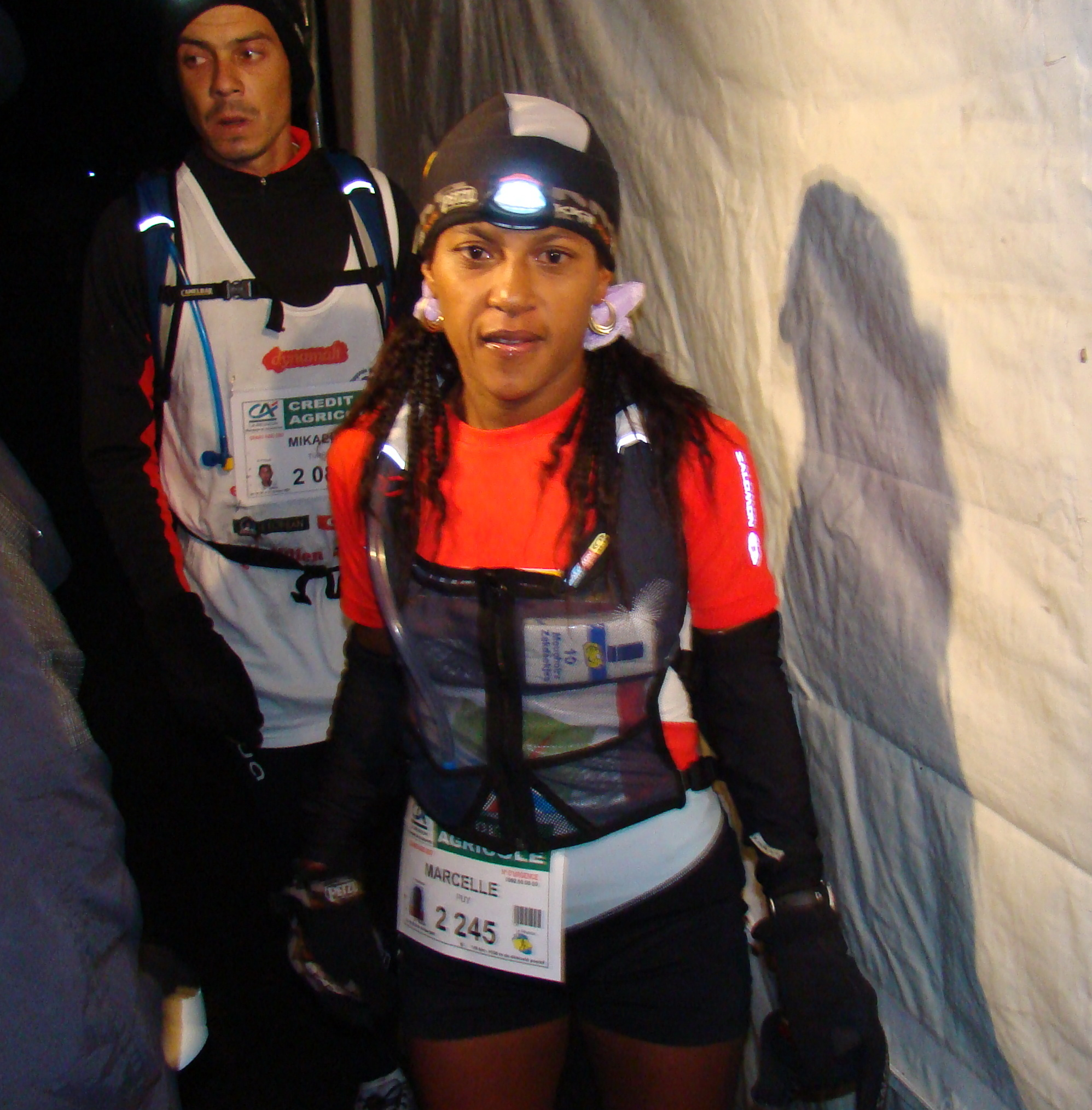
La Française Marcelle Puy plusieurs fois vainqueur du Grand Raid.

Comme dans de nombreux autres pays, le trail attire en France chaque année de plus en plus d'adeptes. En 2013, les estimations vont de 300 000 à 1,5 million de pratiquants en France, soit 5 à 15 % des 6 à 10 millions de pratiquants de course à pied. Pour l'Europe, le nombre de 10 millions de pratiquants de trail est également estimé. Le profil reste, pour les trois quarts des trailers, des hommes avec une moyenne d'âge d'une quarantaine d'années.
Le nombre d'épreuves a été multiplié de façon exponentielle ces dernières années. Le nombre de trails est passé de quatre en 1995 à une centaine cinq ans plus tard, 1 500 épreuves en 2013, puis 4 500 en 2018,,.
En 2008, la Fédération française d'athlétisme (FFA) a obtenu la délégation du Ministère des sports pour l'organisation de la pratique et des compétitions de trail. Mais de nombreuses associations organisatrices ne dépendent pas de la FFA. Celle-ci s'est intéressée tardivement à la pratique et aux compétitions trail et elle n'était pas en 2014, un acteur majeur dans la promotion et le développement de cette discipline. Une tentative d'organisation du trail a donné lieu aux définitions suivantes selon la FFA  :
- les courses nature : courses pédestres sur une distance inférieure à 21 km, avec un parcours goudronné ne dépassant pas 25 % ;
- les trails courts : courses pédestres sur une distance comprise entre 21 et 42 km, avec un parcours goudronné ne dépassant pas 25 % ;
- les trails : courses pédestres sur une distance supérieure à 42 km, avec un parcours goudronné ne dépassant pas 15 % ;
- les trails ultras (L ou XL) : courses pédestres sur une distance supérieure à 80 km, avec un parcours goudronné ne dépassant pas 15 %.

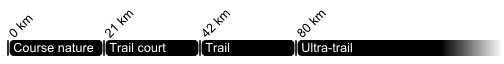
Termes en fonction des distances, suivant la Fédération française d'athlétisme.

Ses propres définitions ont ensuite légèrement évolué ; ainsi depuis 2014 la FFA a redéfini :
- les trails découverte : courses pédestres sur une distance inférieure à 21 km, avec un parcours goudronné ne dépassant pas 25 % ;
- les trails courts : courses pédestres sur une distance comprise entre 21 et 42 km, avec un parcours goudronné ne dépassant pas 25 % ;
- les trails : courses pédestres sur une distance supérieure à 42 km, avec un parcours goudronné ne dépassant pas 15 % ;
- les Ultra-trails : courses pédestres sur une distance supérieure à 80 km, avec un parcours goudronné ne dépassant pas 15 %.

S'y ajoutent deux définitions :
- les courses en montagne ;
- le kilomètre vertical.

Une autre évolution des définitions (rapport à la distance) à lieu dans son "Guide des labels nature" 2020 (page 8) ; la FFA se cale cette fois sur les définitions "normés" de l'ITRA, et reprend sa notion de km-effort.
Les courses sont classées par « km-effort » ; le « km-effort » est la somme de la distance exprimée en kilomètres augmentée d’un kilomètre par 100 m de dénivelé positif (par exemple, une course de 65 km avec 3 500 m de dénivelé positif (D+) représente 100 km-effort : 65 + 35 = 100 = catégorie M).
- XXS : de 0 à moins de 25 km-effort
- XS : de 25 à moins de 45 km-effort
- S : de 45 à moins de 75 km-effort
- M : de 75 à moins de 115 km-effort
- L : de 115 à moins de 155 km-effort
- XL : de 155 à moins de 210 km-effort
- XXL : au delà de 210 km-effort

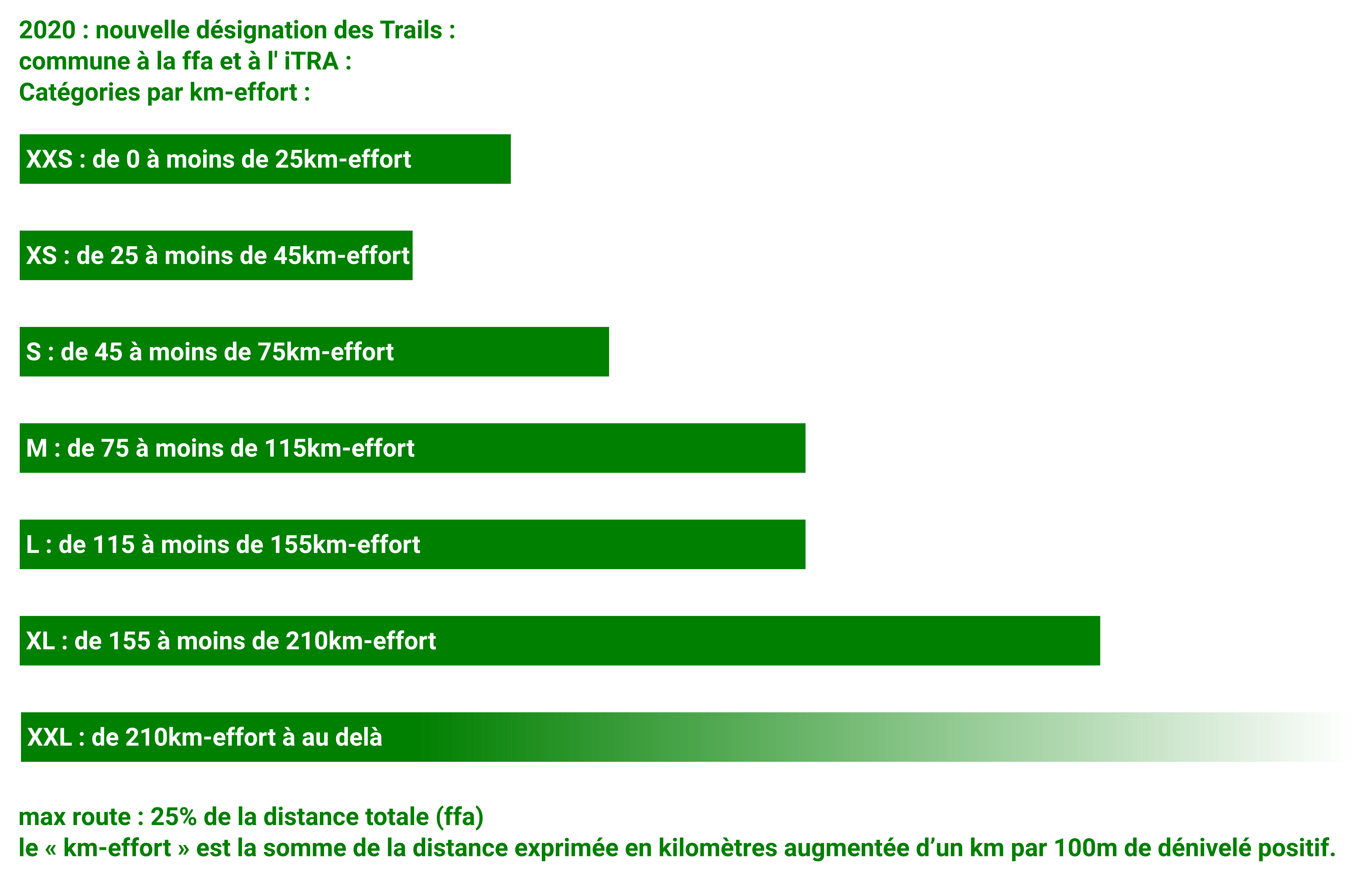
D'après les définitions de la FFA (en haut) et de l'ITRA (en bas).

Depuis 2003, la National Trail Running Cup était le principal circuit de compétitions françaises, organisé par l'équipementier Salomon. Il devient en 2014 le Skyrunner France Series rattaché au circuit international de skyrunning de l'ISF. Au fil des années, ce circuit s'est professionnalisé et il possède en 2014 certainement le plus de légitimité sportive. Son épreuve finale est le Marathon du Mont-Blanc, une compétition de renommée mondiale.
La Fédération française d'athlétisme organise depuis 2008 le circuit annuel Trail tour national (TTN) composé d'une vingtaine de compétitions trail et d'un système de classement par points. En 2013, le premier Championnat de France de trail s'établit lors d'un évènement unique (Gapen'cimes), avec pour vainqueurs Sébastien Spehler et Stéphanie Duc, et dans la catégorie « trail court » les vainqueurs Julien Rancon et Céline Lafaye. La FFA sélectionne aussi l'équipe représentant la France pour le Championnat du monde de trail de l'IUA.
Des compétitions de trail sont également organisées sous l'égide d'autres fédérations sportives, à l'exemple de la Fédération française de la montagne et de l'escalade (FFME), la Fédération sportive et gymnique du travail (FSGT) ou le Club alpin français.
Un recensement méthodologique du nombre d'événements et de courses trail en France métropolitaine, réalisé en décembre 2016, dans le cadre d'une thèse de doctorat en géographie et aménagement, fait apparaître l'organisation de 2240 événements représentant 4312 courses distinctes (un événement pouvant proposer plusieurs courses). Le nombre est supérieur à 4 200 pour l'année 2023.

### Aux États-Unis

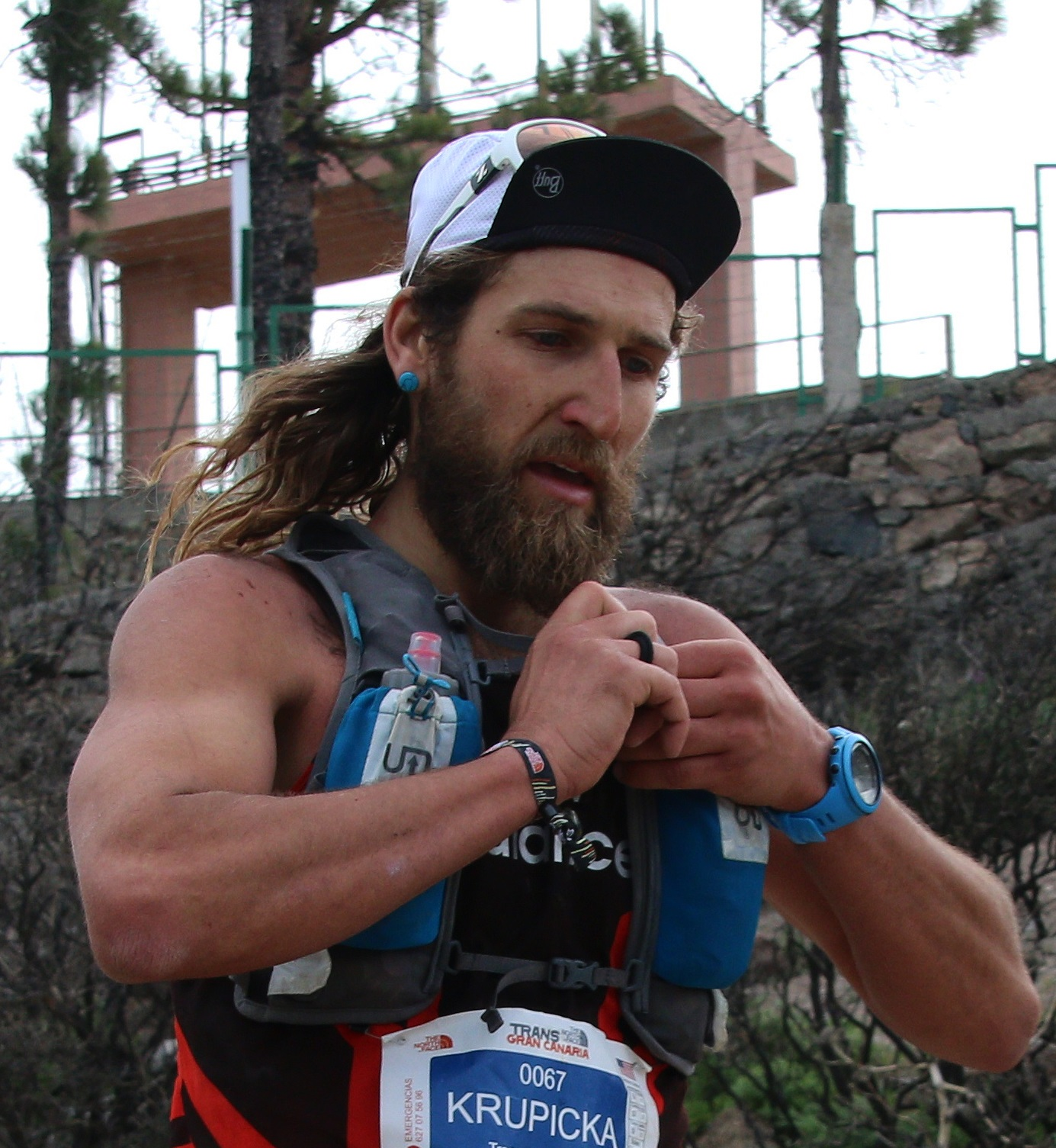
Le champion américain Anton Krupicka en 2015.

Aux États-Unis, la course à pied est l'activité sportive la plus pratiquée, avec environ 19 % de la population américaine (âgée de plus 6 ans) pratiquant la course à pied, le jogging ou le trail de manière épisodique ou régulière. Les pratiquants de trail sont passés de 4,5 à 6 millions entre 2006 et 2012, ce qui représente 2,1 % de la population (+6 ans) en 2012.
Si la pratique du trail est similaire à celle en Europe, quelques spécificités apparaissent dans les compétitions américaines : le rôle des pacers (coureurs accompagnateurs), des distances d'ultra-endurance souvent fixées sur 50 ou 100 miles (80 ou 160 kilomètres), des stands de ravitaillements moins éloignés, des restrictions environnementales plus importantes pour des trails souvent organisés dans des parcs nationaux (maximum de participants).

#### Presse
- Corinne Bouchouchi, « Le trail, le nouveau running », L'Obs, no 2845,‎ 16 mai 2019, p. 100 à 102 (ISSN 0029-4713).